# クワ科
クワ科（学名：Moraceae）は、バラ目に属する被子植物の科の一つ。約40属、1000種以上（半分以上がイチジク属）あり、特に熱帯と亜熱帯に多い。

## 形態
木本または一部草本で、よく知られる種ではクワ、イチジク、熱帯果樹のパンノキ、パラミツ（ジャックフルーツ）、観葉植物にされるインドゴムノキやガジュマルなどがある。花は小さい単性花で、穂状花序または頭状花序を作り、果実は集合果となるものが多い。特にイチジク属は特徴的な壷状の花序（隠頭花序）を作り、全体が1個の果実のように見える。

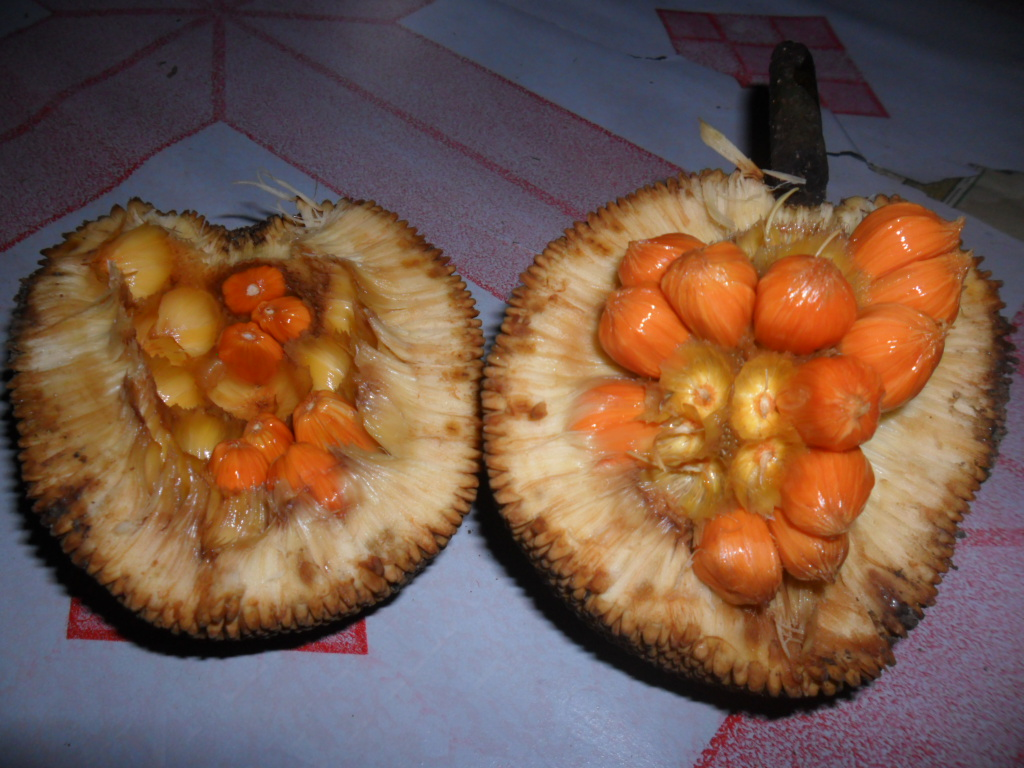
Artocarpus lancifoliusの果実と種子

## 人間との関わり

### 木材
熱帯アフリカ産のミリキア属の2種（特にミリキア・エクスケルサ Milicia excelsa、シノニム: Chlorophora excelsa）はイロコの名で知られ、船舶・橋・車両・建築・床・つき板・桶といった様々な用途に用いられる耐久性の大きな材が得られる。また中南米産のBrosimum属のスネークウッド（Brosimum guianense、シノニム: Piratinera guianensis）は褐色の地に黒色の斑模様を持つことが特徴でステッキやバイオリンの弓といったものに用いられ、同属のムイラピランガ（Brosimum rubescens、シノニム: B. paraense）は濃赤色の材でサティーネやブラッドウッドの名でも知られ、象嵌細工等に用いられる。

### 食用
果実を食用として利用できる種が多い。日本で最も流通し有名なものはイチジクである。クワ属の実も一般に食用にでき、世界各地で食用にされる。日本でも養蚕地や山間地では子供のおやつなどとしてよく食べられていたという。ほかの種は熱帯のものが多く日本ではあまりなじみがない。

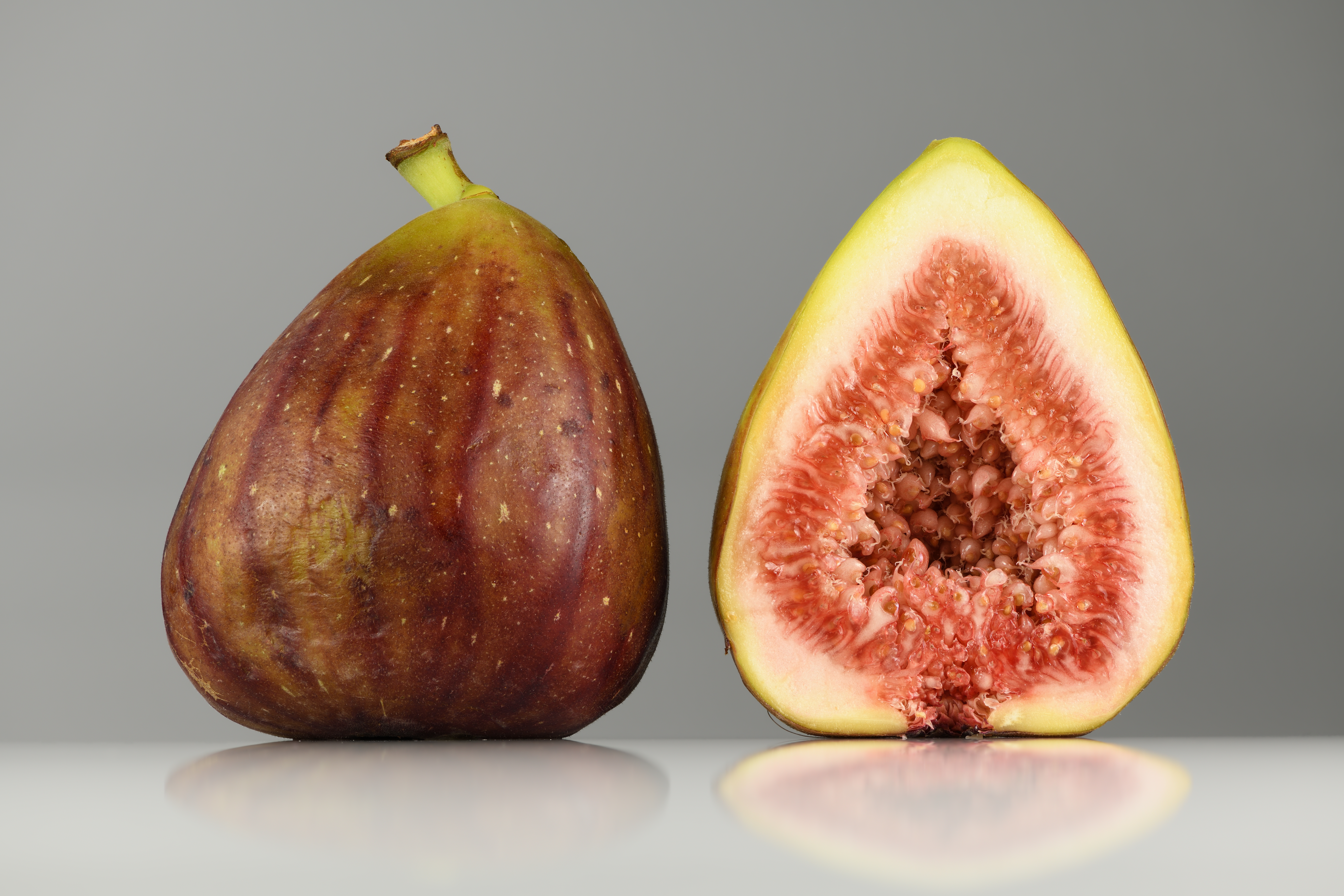
クワ科を代表する果物であるイチジク
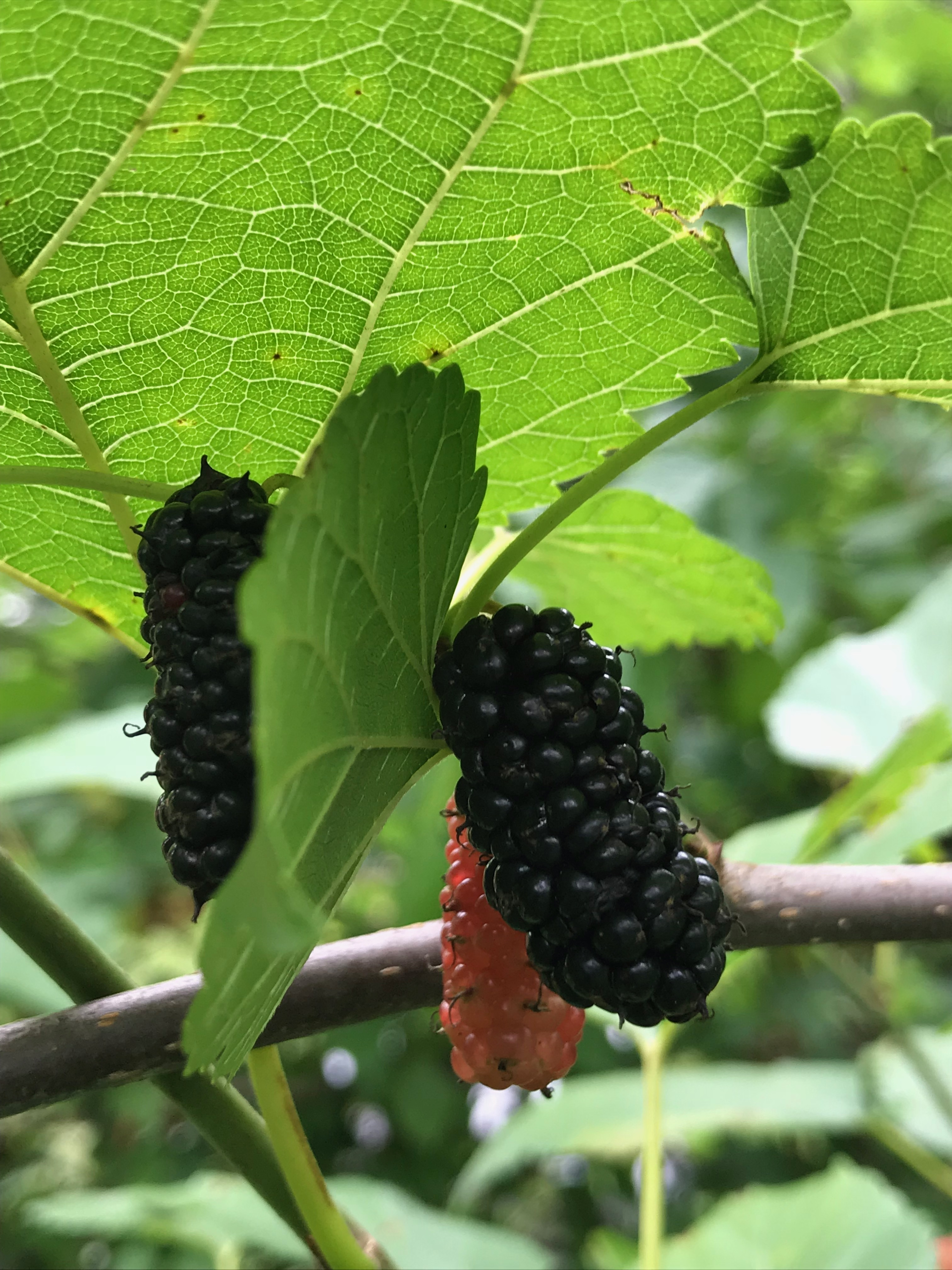
クワの実もよく食用にされる
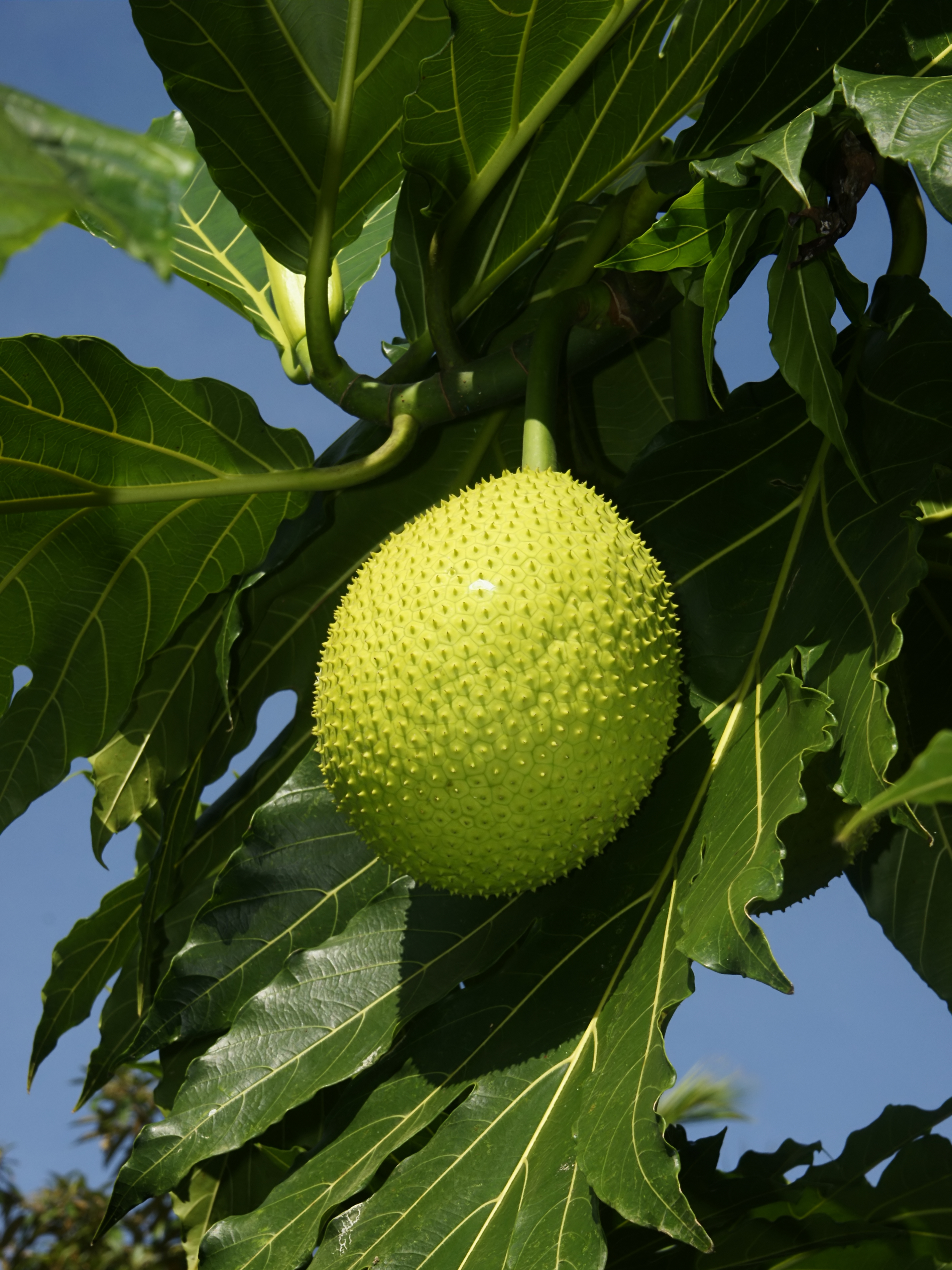
パンノキ
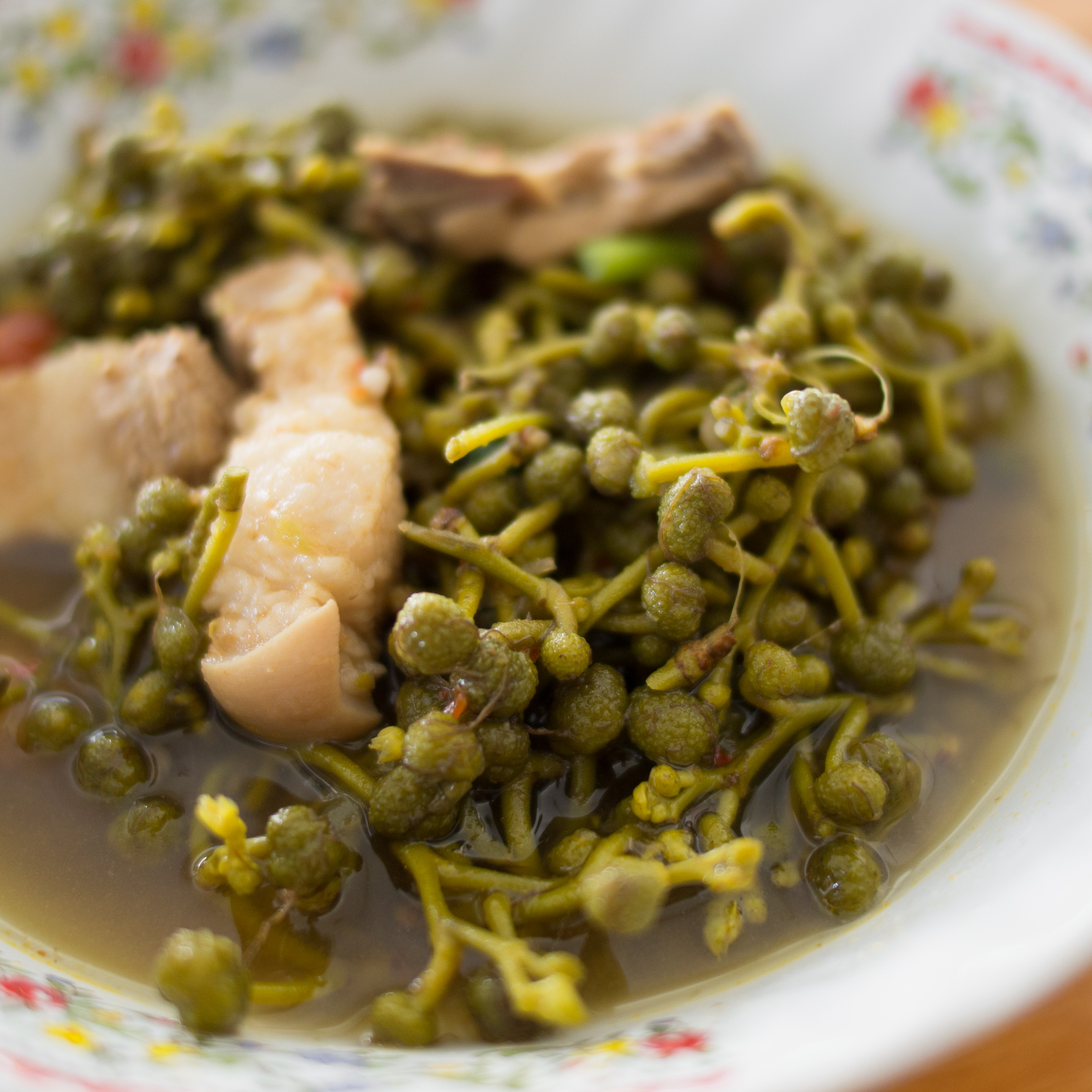
コウゾ属を炒めたタイ料理

### 薬用・毒
クワは樹皮、葉、果実などがそれぞれ漢方の薬となっている。
東南アジアやアフリカに分布するウパスノキ（Antiaris toxicaria）の樹液は強心配糖体であるアンチアリンを含み、特に東南アジアでは矢毒に使うこともある。昔描かれた絵にはこの機の周りには草も生えないというものがある。矢毒の原料になる植物はキンポウゲ科、キョウチクトウ科、ツヅラフジ科、マチン科やトウダイグサ科などある程度地域によって決まっていることが知られており、特に東南アジアの民族はこの樹から作られた矢毒を使うことが毒矢文化における特徴とされることがある。

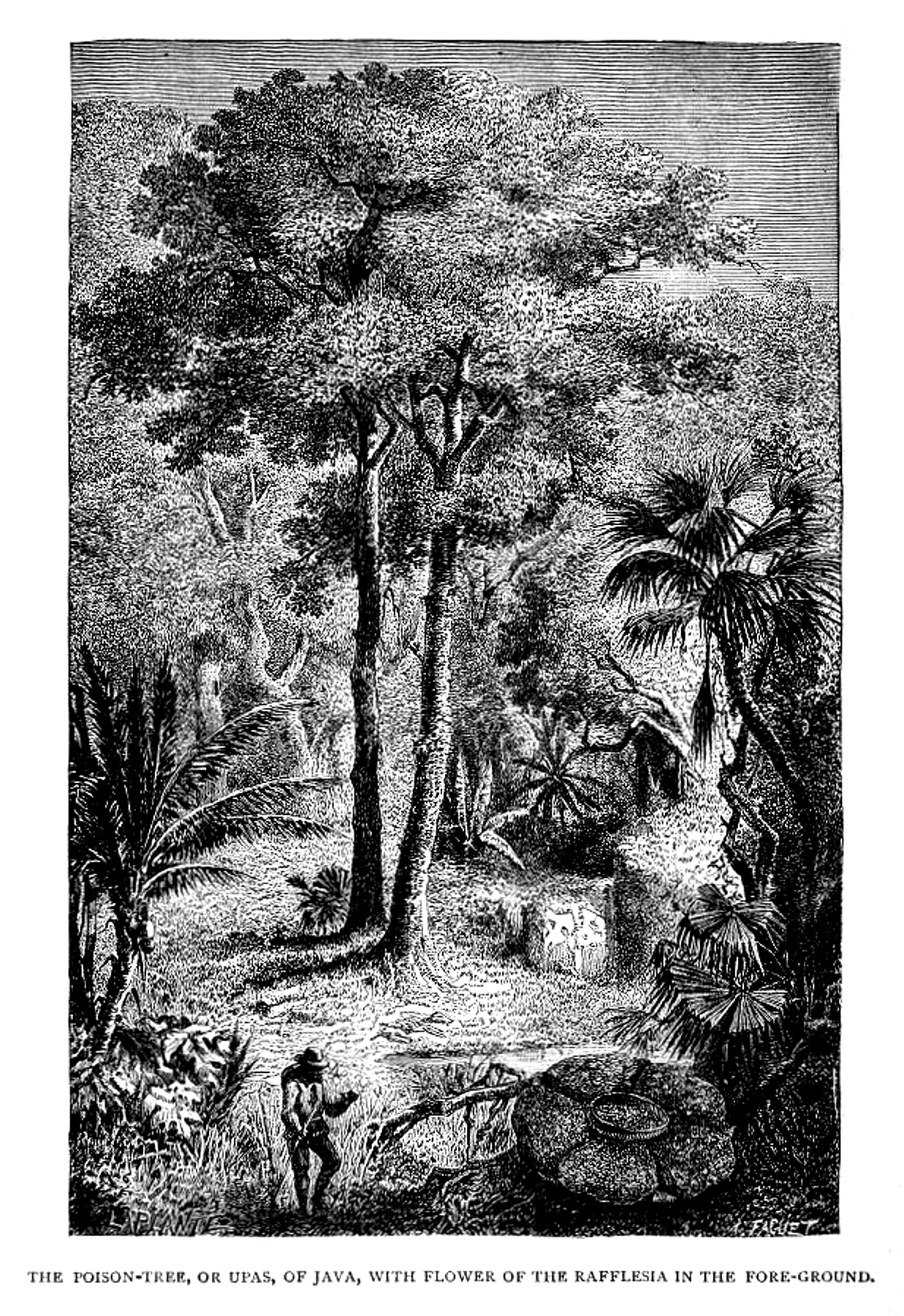
周囲に草も生えない樹として描かれるウパスノキ

### 飼料
クワ属の葉はカイコ（Bombyx mori）という蛾の幼虫の餌として利用される。カイコは家畜化された昆虫であり、脚の力が弱く自力で木に登り葉を食べることができないので、人が葉を毟って飼育場に敷き詰めてやる必要がある。このため養蚕地のクワの樹は人が葉を採取しやすいように台刈萌芽で低く仕立てられた独特の樹形になっていることが多い。カイコの幼虫はクワの葉を食べて成長すると、繭を作り蛹に変態する。糸を取る場合はここで繭を茹でてから糸を取り出す。極細い繭糸数十本をより合わせて生糸にし、さらに生糸をアルカリ処理などをしたものを絹と呼ぶ。繭の中のカイコの蛹は茹でられたときに死んでしまうので、魚や家畜の飼料としたり人が食べたりした。カイコの蛹を食べる文化は日本の長野県をはじめ、アジア各地でみられる。

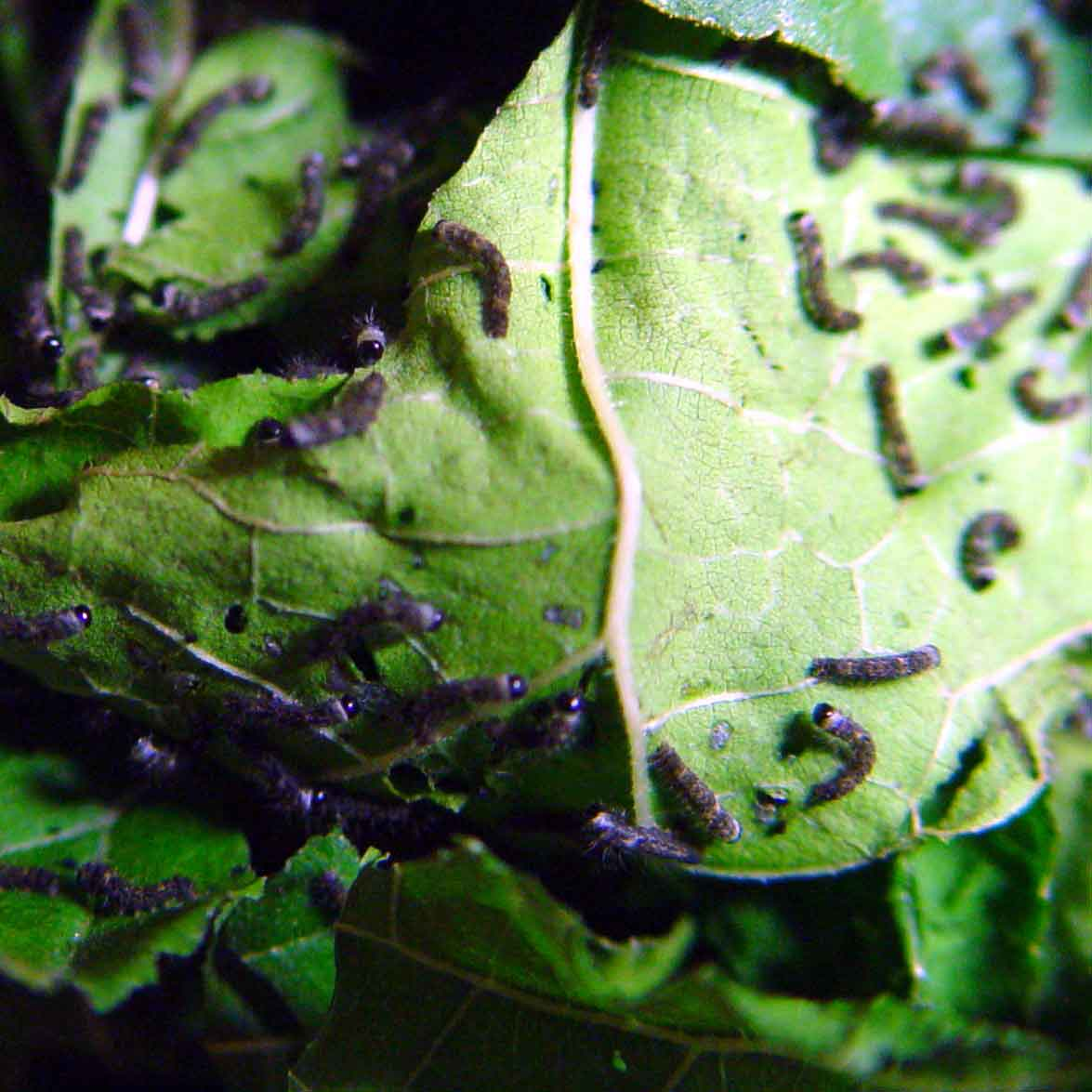
カイコの一齢幼虫は黒い
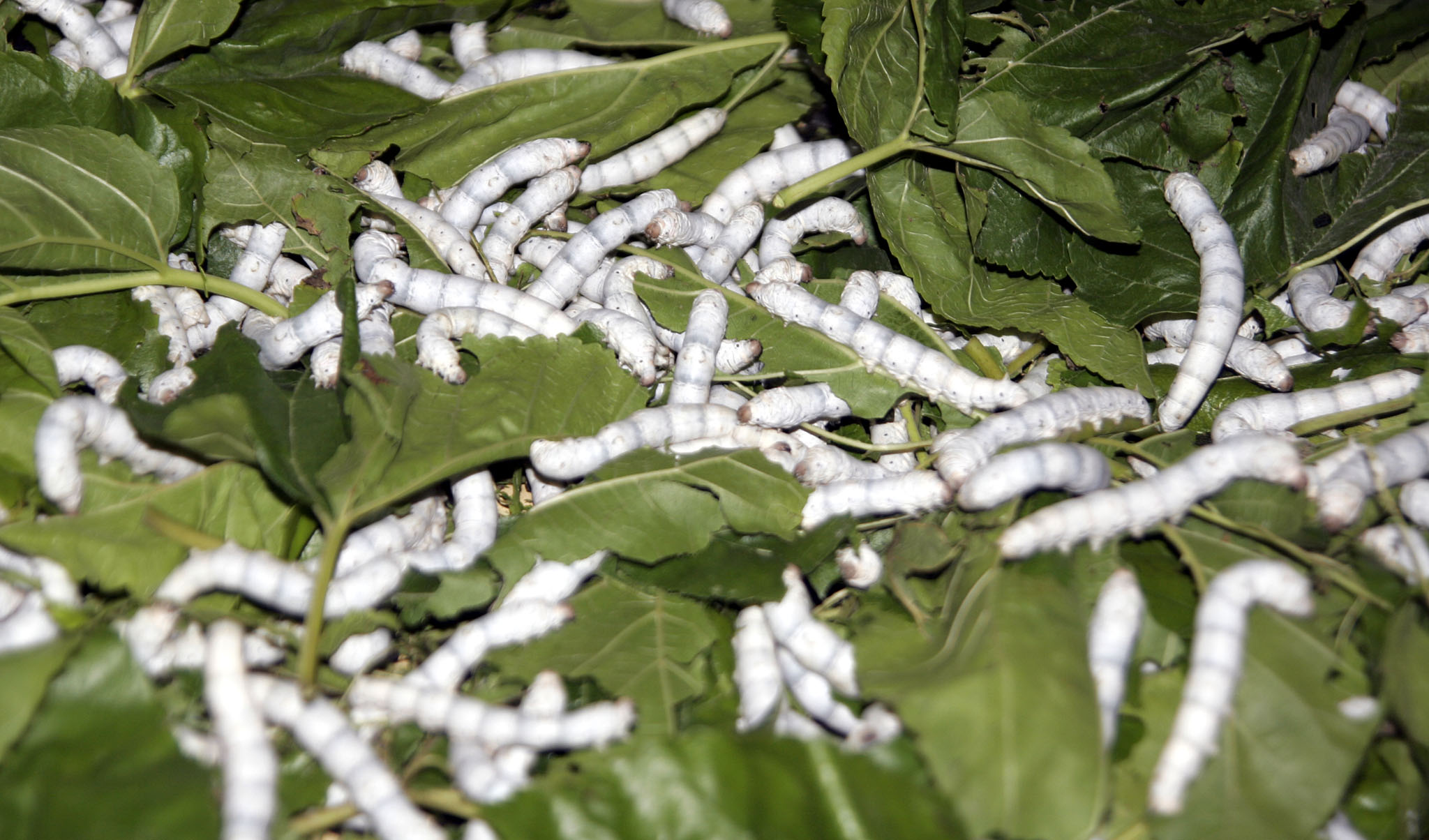
クワの葉を食べるカイコの幼虫
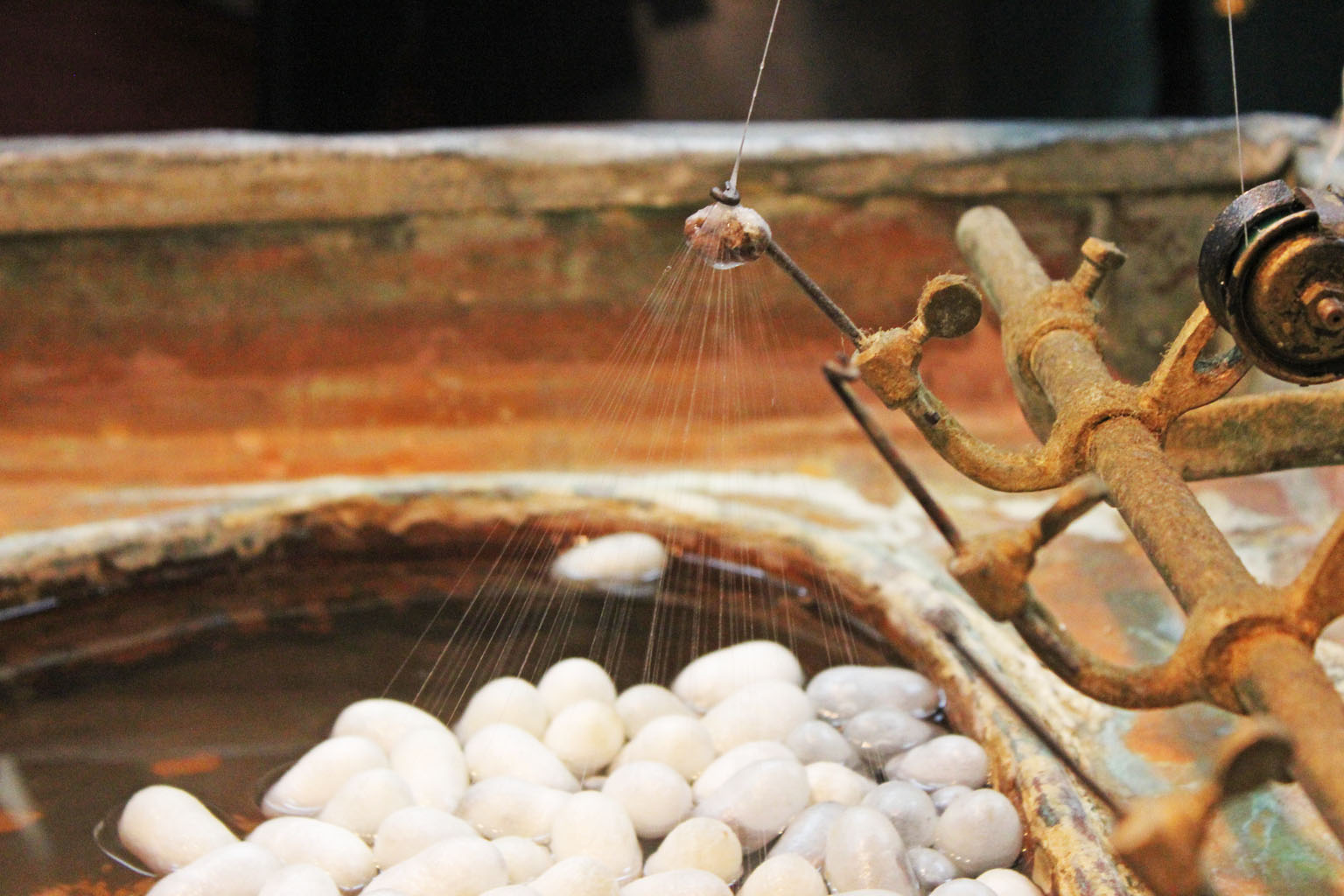
極細の繭糸数十本をより合わせて生糸にする工程
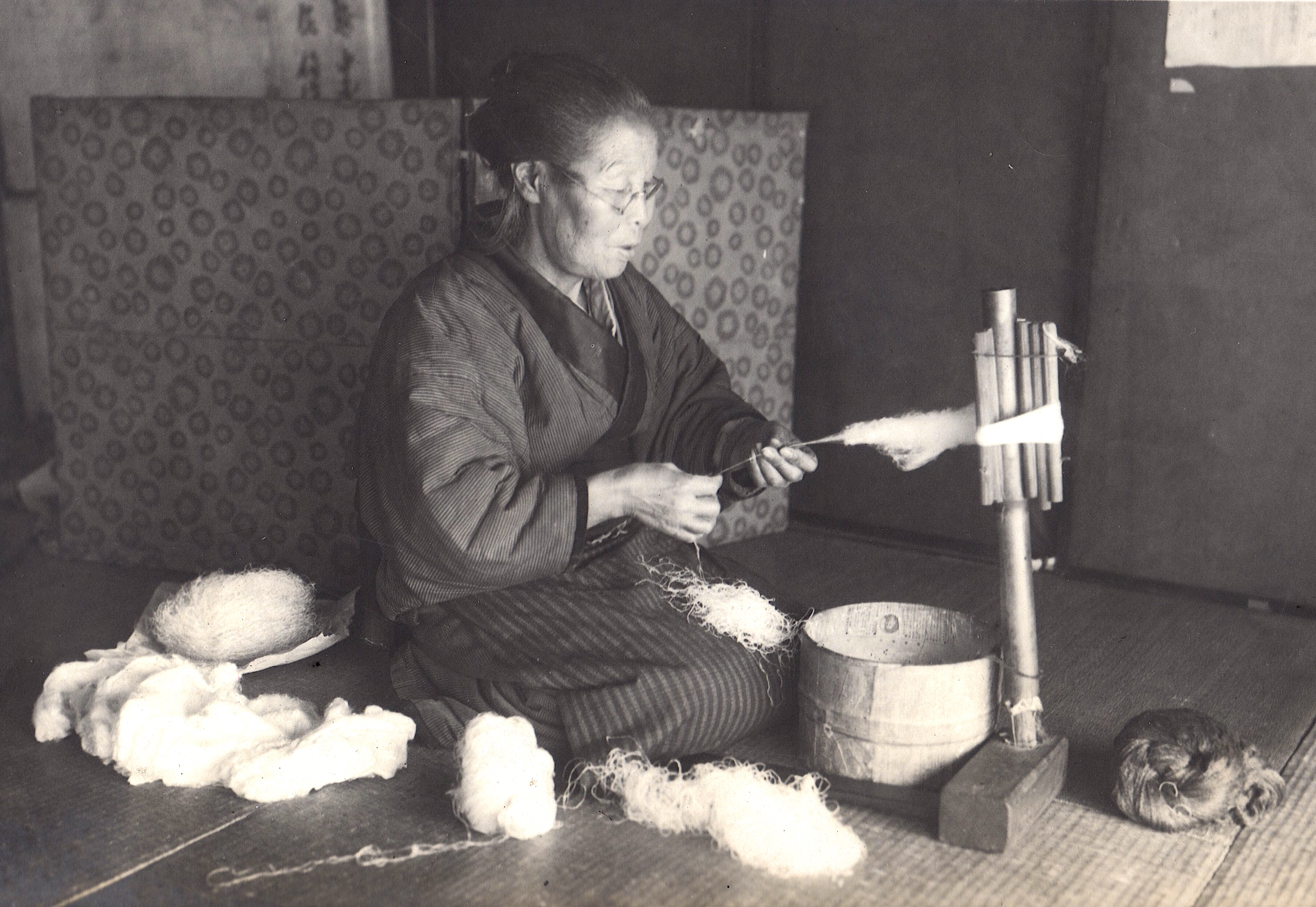
生糸を紡ぐ日本の女性
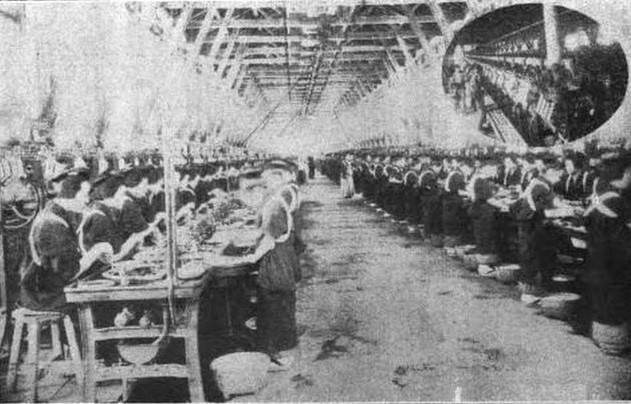
群馬県にあった官営の富岡製糸場
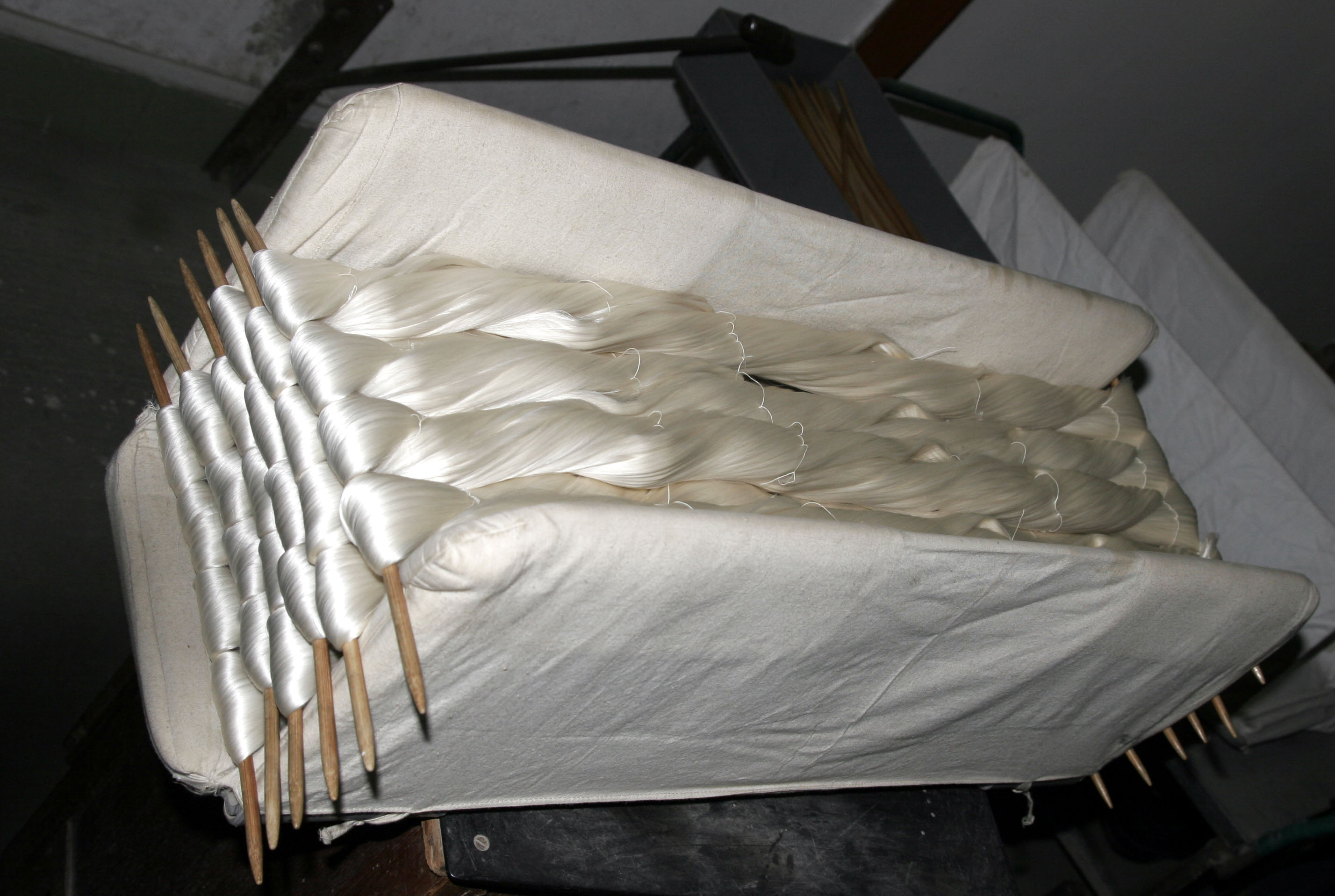
絹

### 繊維
本科のコウゾ属の繊維は和紙の原料の一つであり、樹皮から繊維を取って利用する。コウゾから取れる繊維は木綿 (ゆう)や太布と呼ばれ布としても利用される。海外でも同じような製品があり、南太平洋のポリネシアなどで作られる布はタパ（tapa）と呼ばれる。

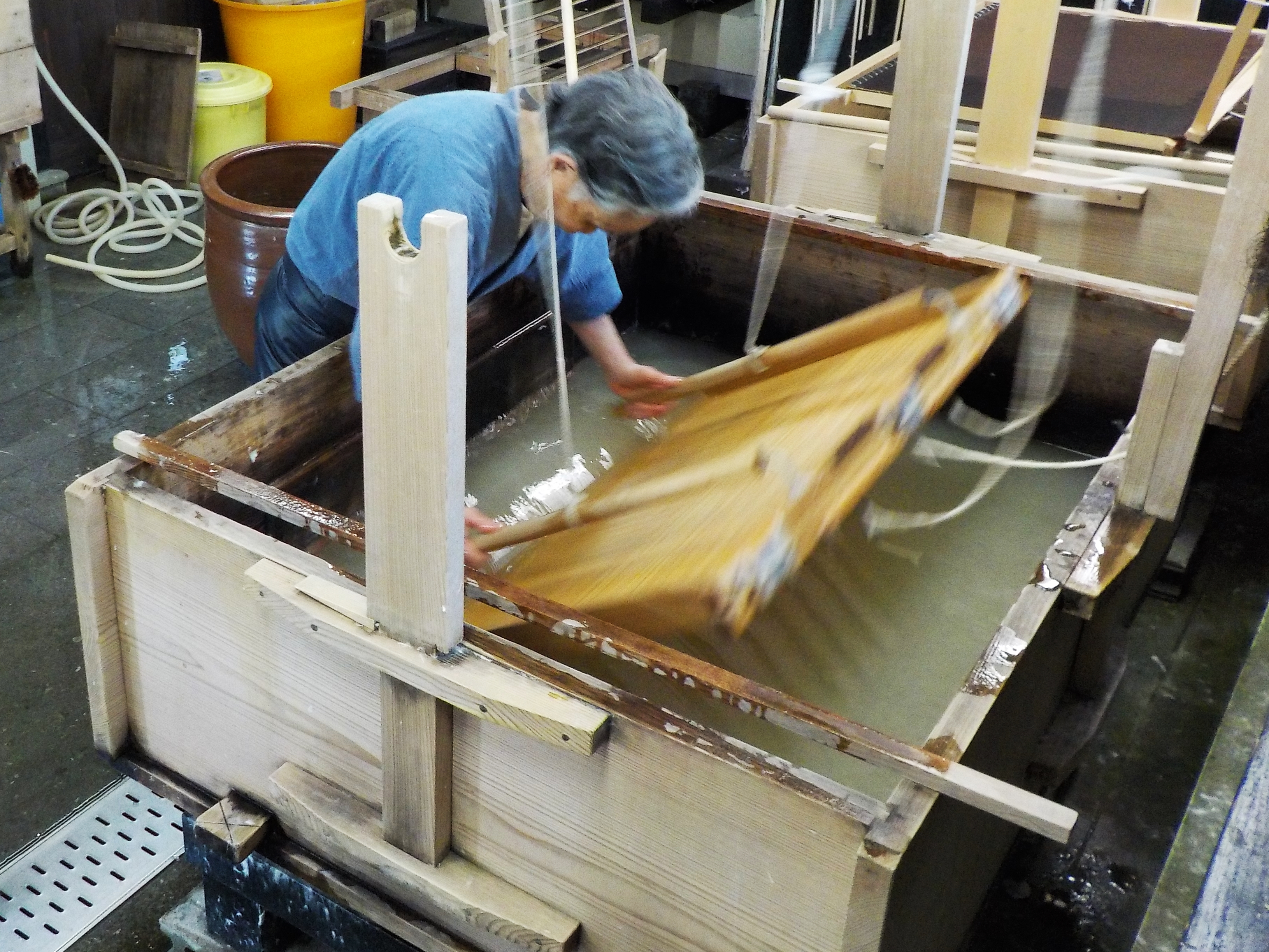
繊維を溶かした水溶液を何度も掬う和紙作り
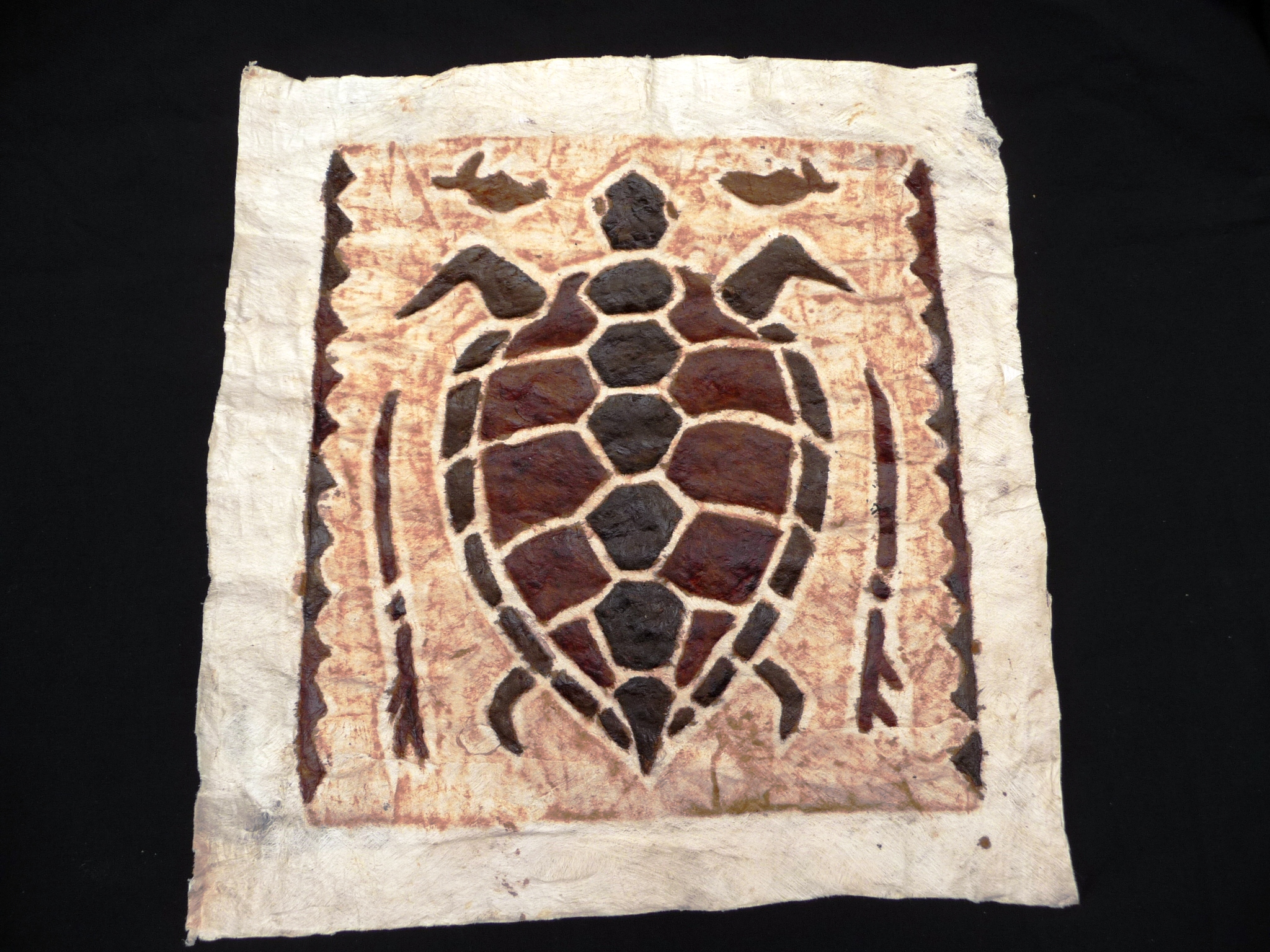
ウミガメが描かれたタパ
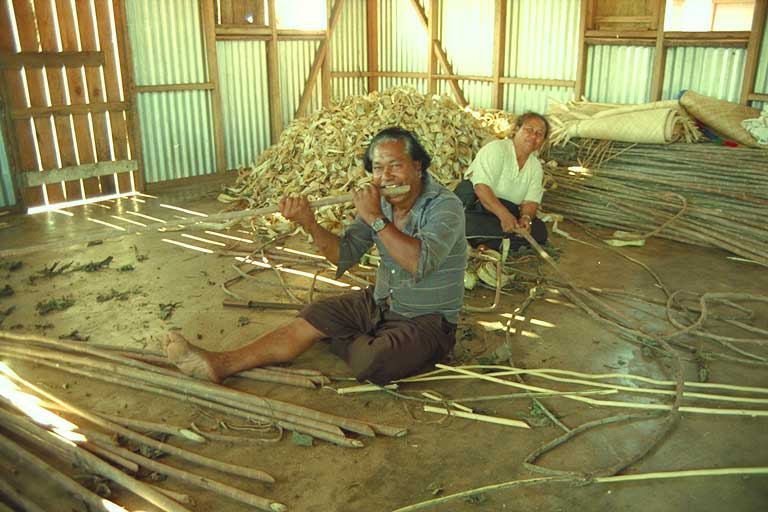
タパ作りで歯を使い樹皮をむいているところ

### 観賞
イチジク属のガジュマル、ゴムノキ類（ベンジャミン含む）、フィカス・プミラは観葉植物として、ドルステニア属（Dorstenia）の数種は塊茎植物（コーデックス）として栽培され、流通する。

## 分類
かつてはアサ科（アサ、ホップ、カナムグラなど）も含めていたが、現在は別の科とすることが多い。クロンキスト体系ではイラクサ目とし、APG植物分類体系ではイラクサ科、アサ科などとともにバラ目に入れている。

### 下位分類
6連に分類される

#### パンノキ連 tribe Artocarpeae
- パンノキ属 Artocarpus

50種から60種程度含み、パンノキなど果実を食用にできるものが多い。形態学的特徴によって2亜属～4亜属に分けられる。

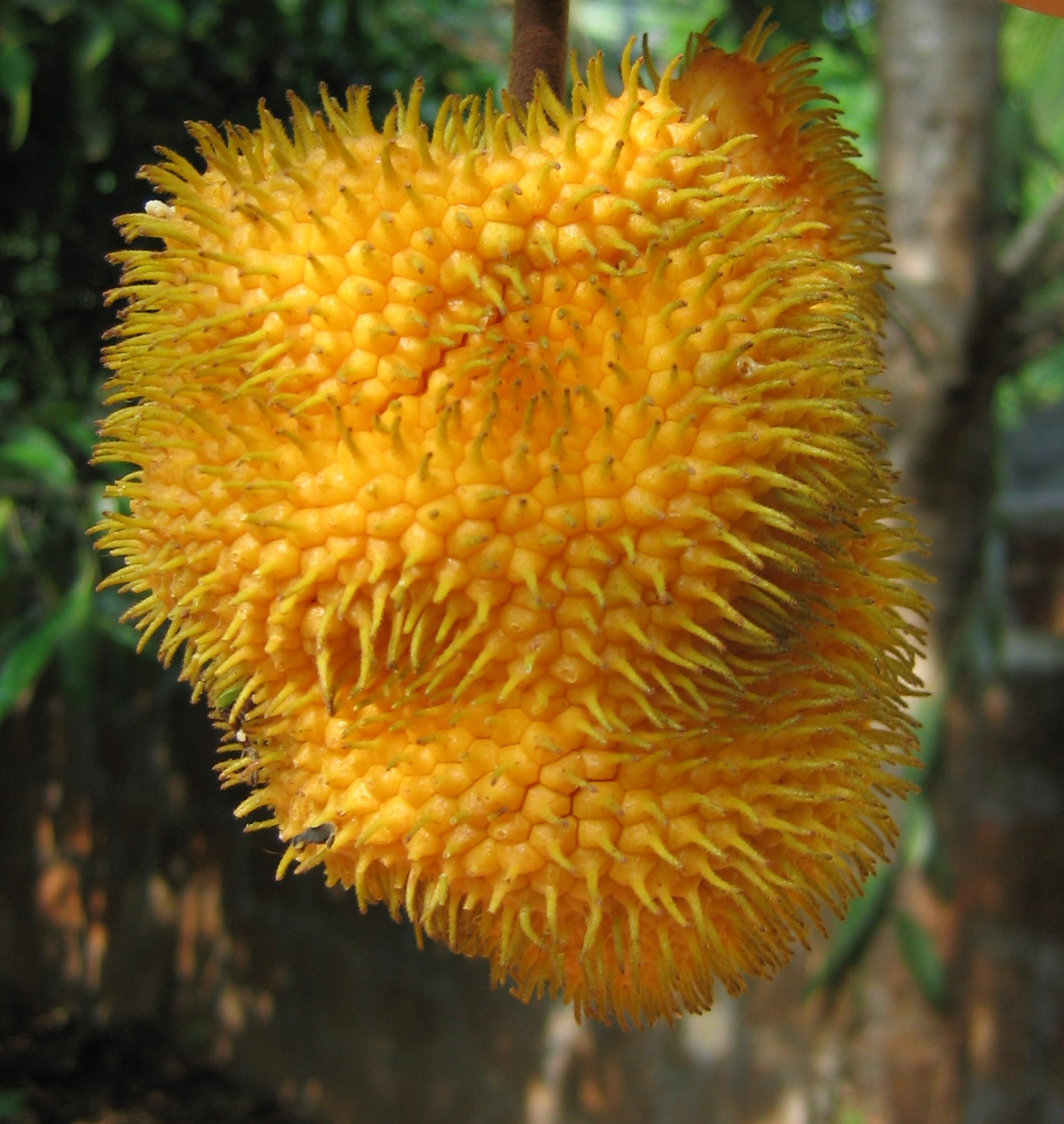
Artocarpus hirsutusの果実

- Batocarpus

和名未定の属である。3～4種が中南米に知られる。
- Clarisia

和名未定の属である。中南米に3種が知られる。
- Hullettia

和名未定の属である。
- Parartocarpus

和名未定の属である。南太平洋に2種が知られる。
- Prainea - 4種

和名未定の属である。
- Treculia - 3種

和名未定の属である。アフリカ大陸やマダガスカルに3種が知られる。T. africanaは「アフリカパンノキ」と呼ばれ、種子を食用とする。

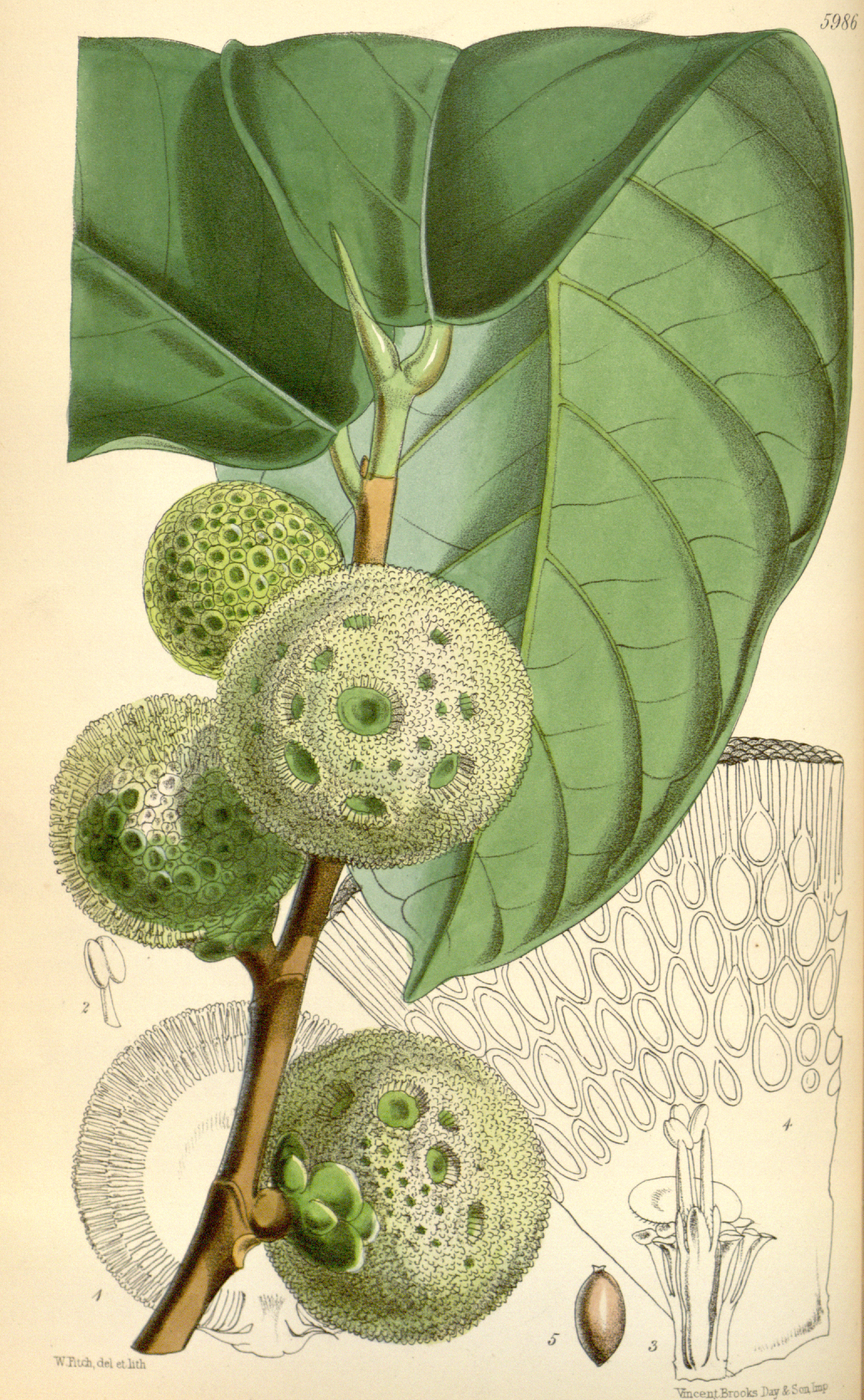
Treculia africanaのイラスト
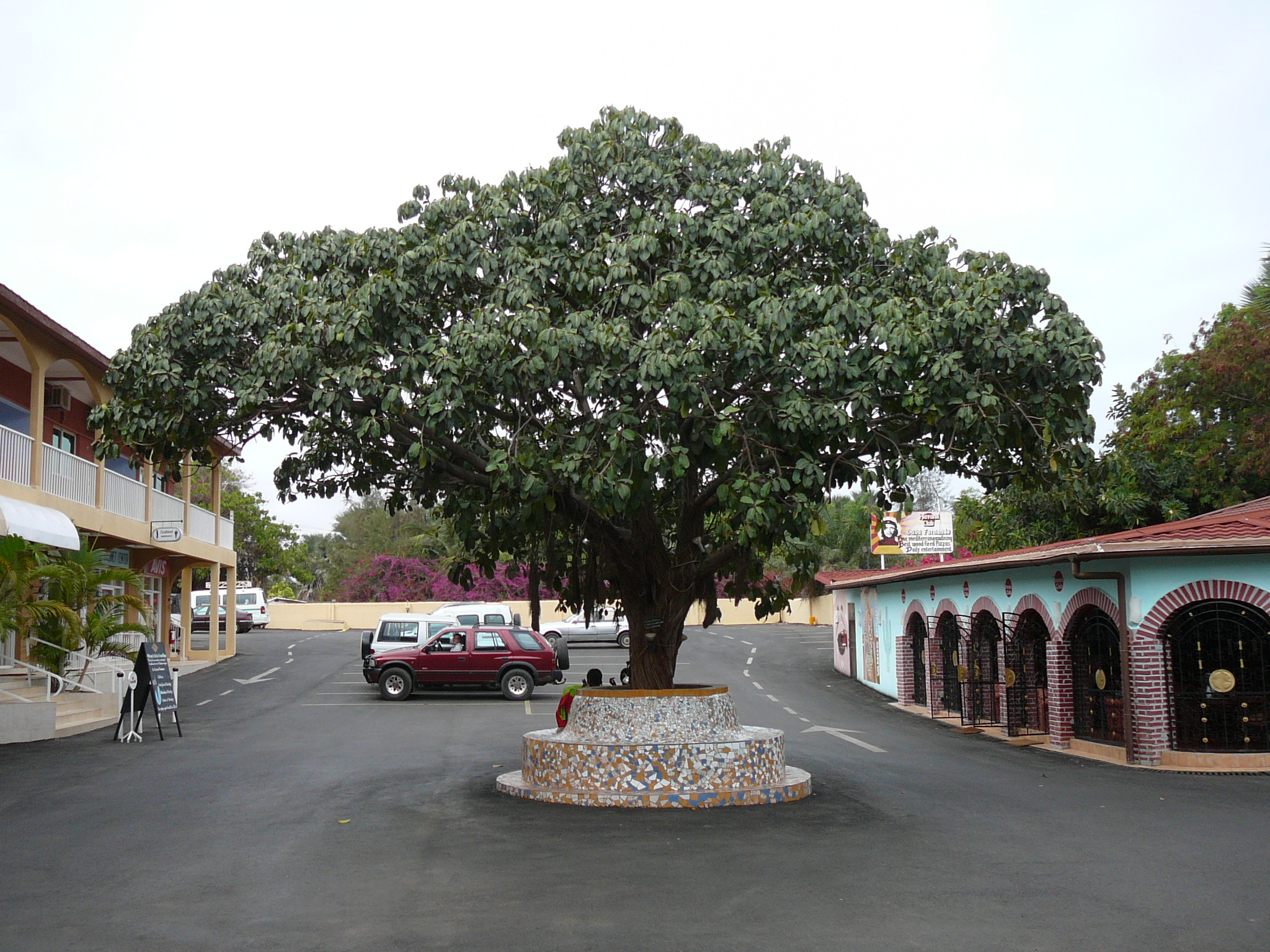
T. africanaの樹形

#### クワ連 tribe Moreae
- Bagassa - 1種

和名未定の属。南米の熱帯雨林に分布するBagassa guianensis（和名未定）一種だけが知られる単型の属である。B. guianensisは樹高45m、胸高直径2mに達する大型種で雌雄異株。ゴムが取れるという。
- ミリキア属 (学名: Milicia）

和名は学名をそのまま読んだもので仮称。アフリカに分布する2種からなる属。
- クワ属（学名 Morus）

- Sorocea

和名未定の属。南米に15種程度が知られる。
- Streblus

和名未定の属。インドからニュージーランドに至る地域に25種ほどが知られる。各地で多彩な名前を持ち親しまれている。

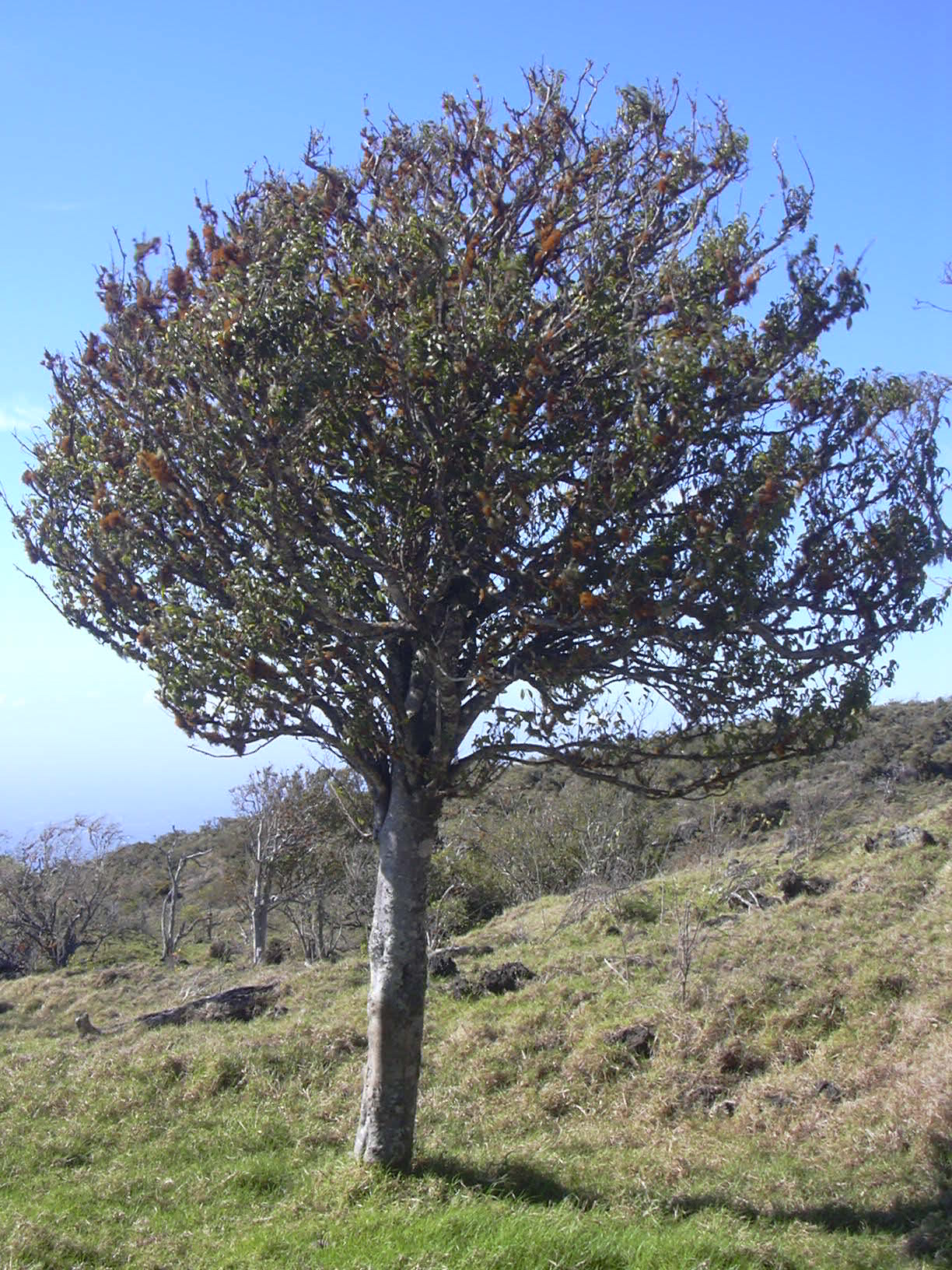
Streblus pendulinusの樹形
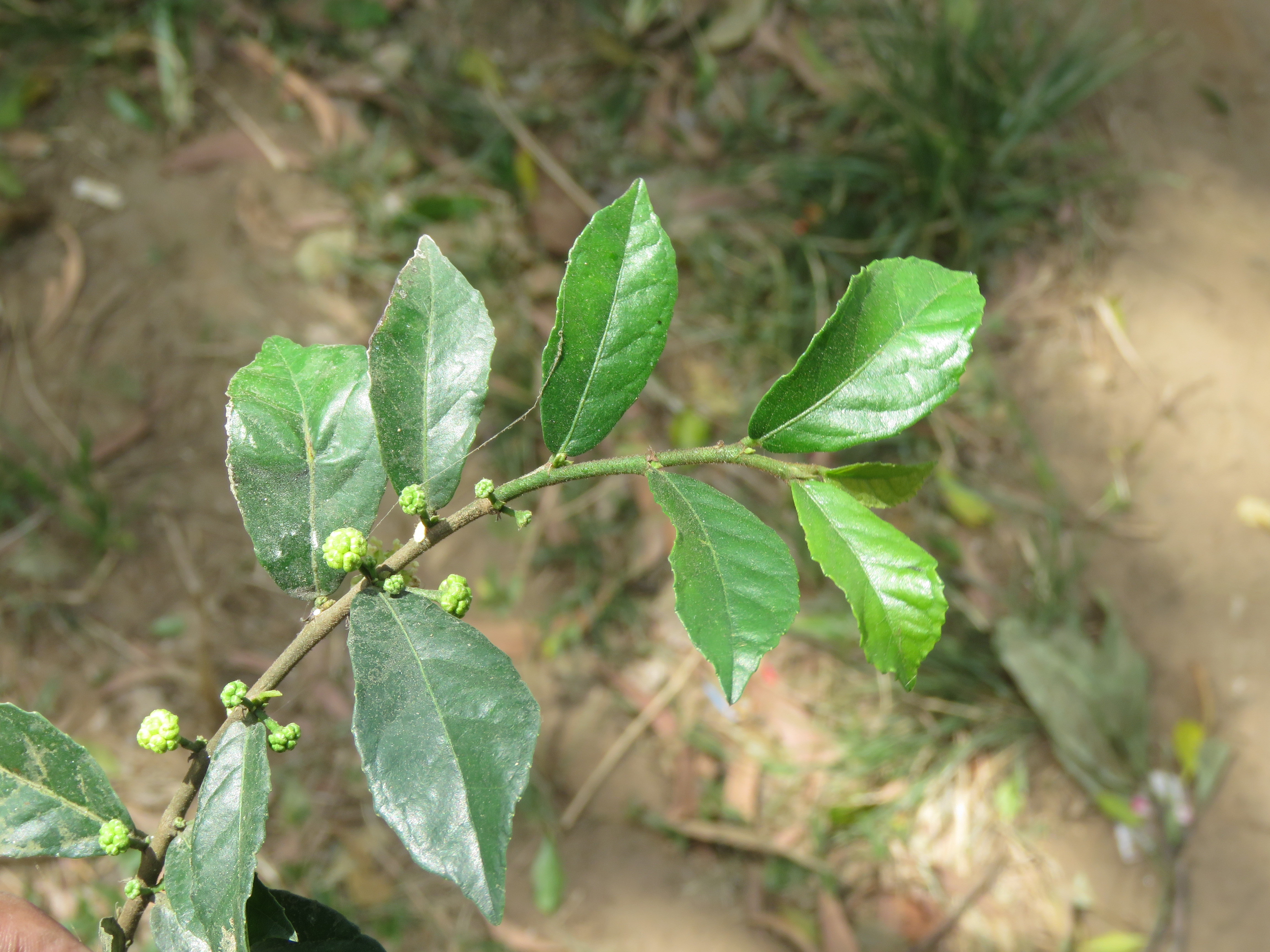
Streblus asperの葉と蕾
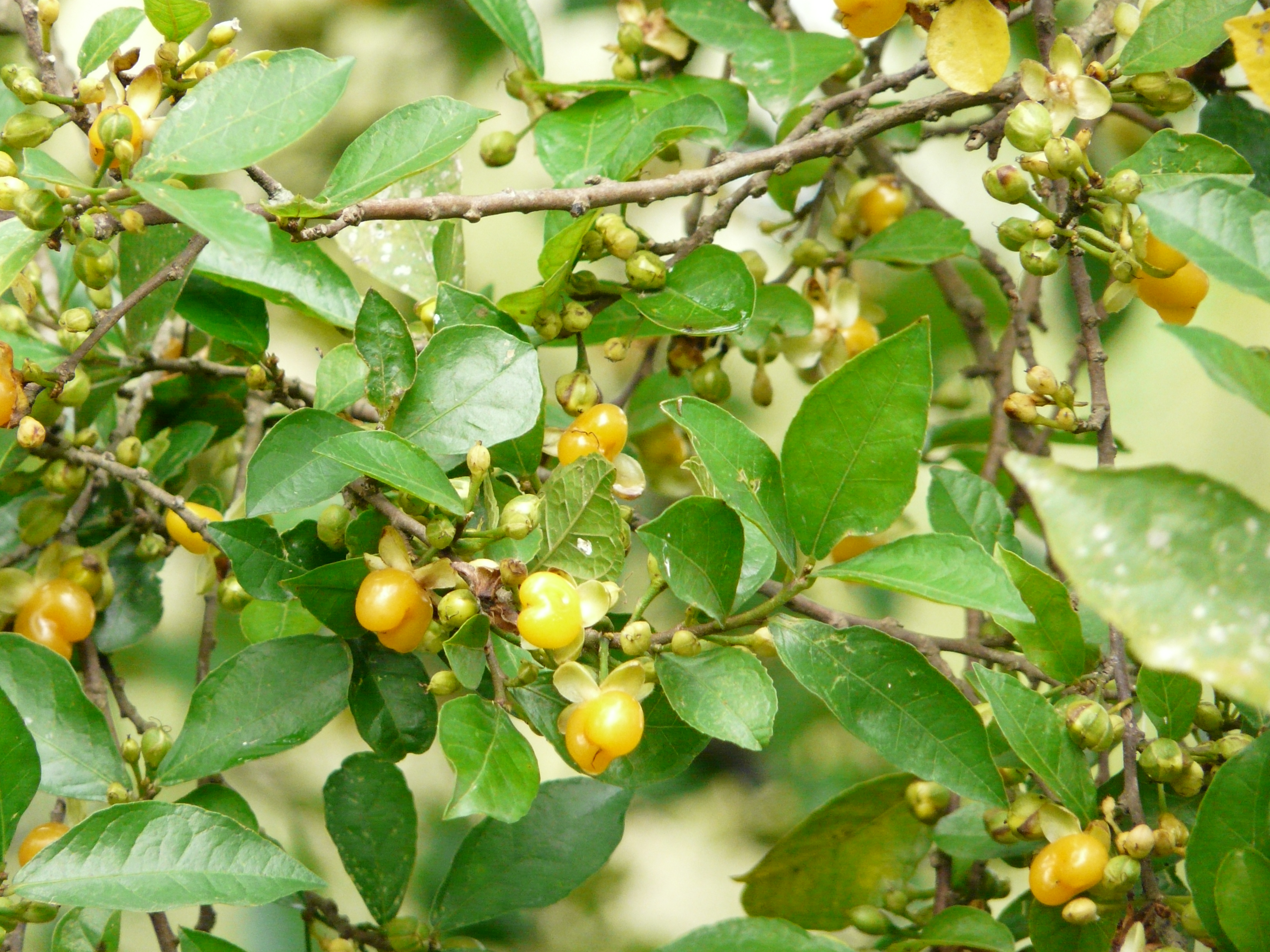
Streblus asperの果実
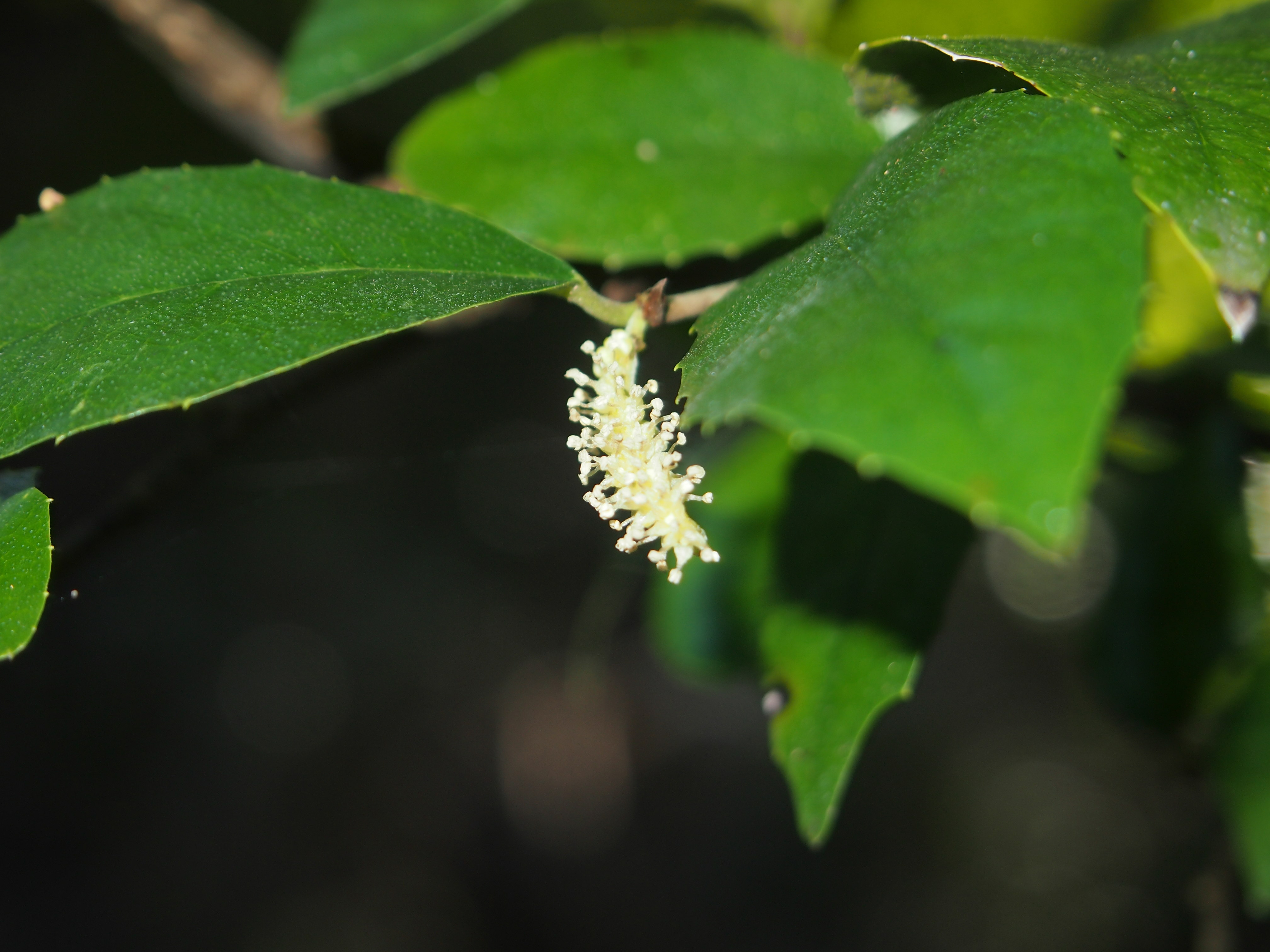
Streblus brunonianusの花

- Trophis

和名未定の属。南米を中心に東南アジアやオーストラリアにも分布し合計10種程度が知られるつる植物。遺伝子解析の結果多系統群とされ今後分類が変わる可能性が大きい。

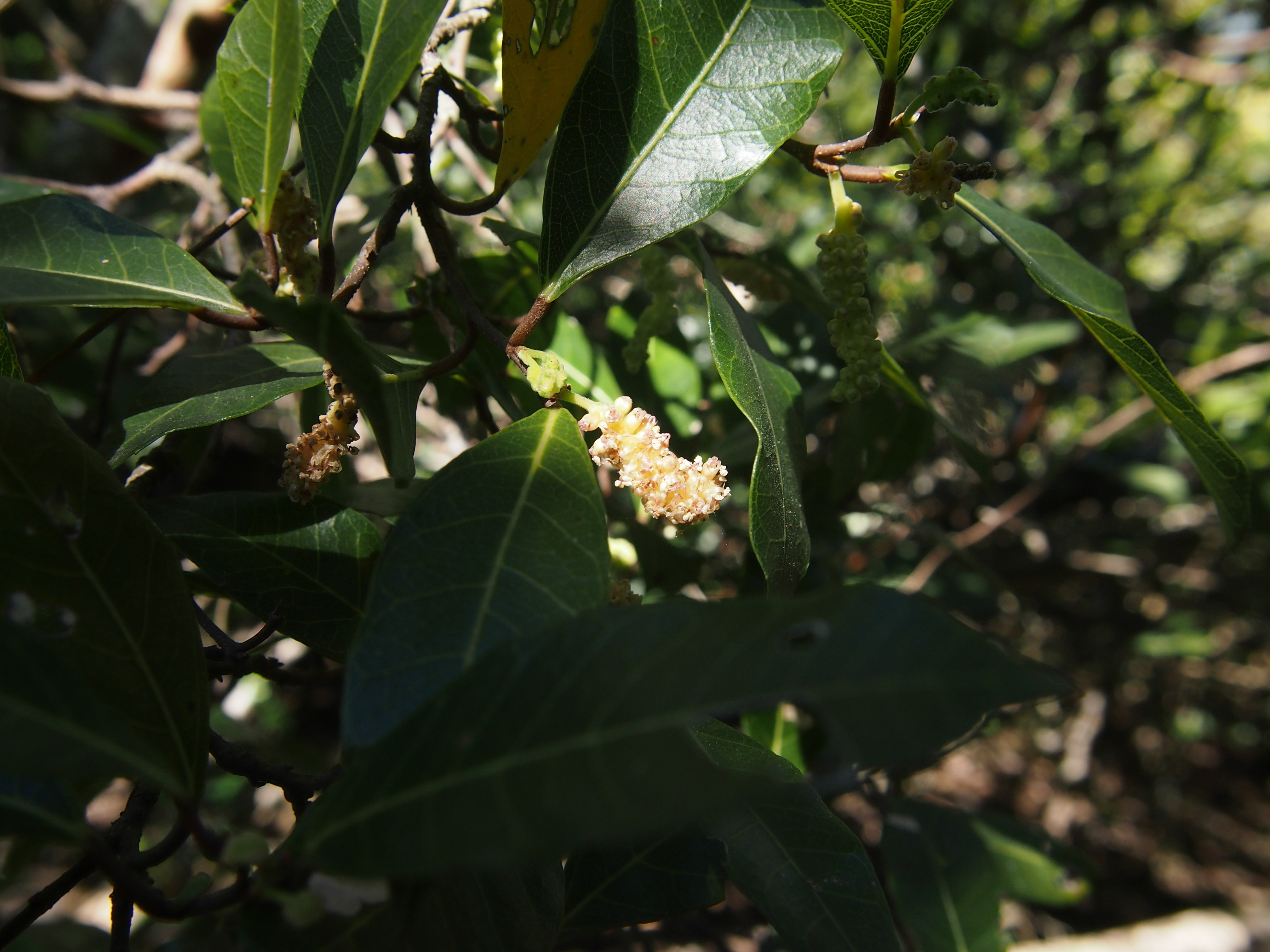
Trophis scandensの葉と花
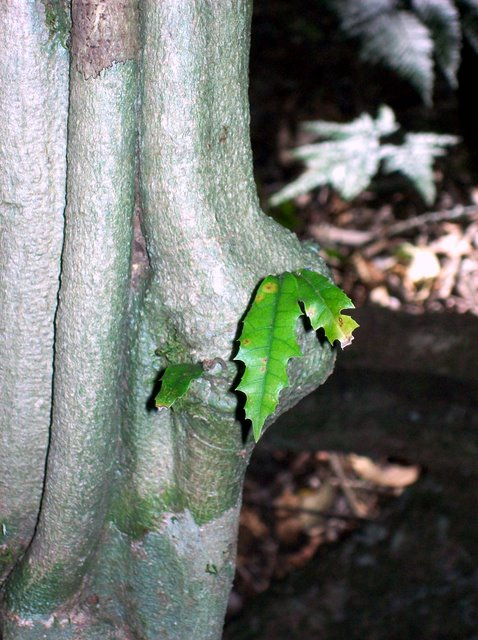
幹から萌芽したTrophis scandens

#### ハリグワ連 tribe Maclureae
ハリグワ属一属だけからなる単型の連である。
- - ハリグワ属 （学名 Maclura）（Cudrania属を含む）ハリグワ属 - ハリグワなど11種

#### tribe Dorstenieae
和名未定の連である。
- クワクサ属Fatoua

クワ科では珍しい草本の属である。3種が知られる。
- コウゾ属（Broussonetia）

カジノキ、コウゾなど10-11種
- Bleekrodea - 3種

- Bosqueiopsis - 1種

- Brosimum Sw.

メキシコから熱帯アメリカにかけて15種が分布する。
- - ラモン Brosimum alicastrum Sw.[1]
  - スネークウッド（別名: レターウッド[1]）Brosimum guianense (Aubl.) Huber ex Ducke（シノニム: Piratinera guianensis Aubl.）
  - ムイラピランガ（ブラジルポルトガル語: muirapiranga）[1] Brosimum rubescens Taub.（シノニム: B. paraense Huber）
  - サンデ（商業名: sande）[1] Brosimum utile (Kunth) Oken
- ドルステニア属 Dorstenia Plum. ex L.（Craterogyne属 Lanj. を含む）

熱帯産の多年生草本（ただしソマリア以外では低木も見られる）120種からなる属。イチジク属を裏返したような独特の形状の花序を付ける。
- - ドルステニア・バルニミアナ[4] Dorstenia barnimiana Schweinf. - カメルーンからイエメンおよびザンビアにかけて分布[6]。
  - アメリカドルステニア[7] Dorstenia contrajerva L. - メキシコから熱帯アメリカにかけて分布[6]。薬用に用いられる。
  - ドルステニア・フォエティダ[4] Dorstenia foetida Schweinf.（シノニム: D. crispa Engl.）- 熱帯アフリカ北東部とアラビア半島に分布[6]。
  - ドルステニア・ギガス[4] Dorstenia gigas Schweinf. ex Balf.f. - ソコトラ島固有種[6]。
  - ドルステニア・ギプソフィラ[4] Dorstenia gypsophila Lavranos - ソマリア北部にのみ分布[6]。
  - ドルステニア・ヒルデブランドティー[4] Dorstenia hildebrandtii Engl. - ケニア北部とタンザニア東部に分布[6]。
  - Dorstenia kameruniana Engl. - 熱帯アフリカ西部からウガンダおよびアンゴラにかけて分布する低木[6]。
  - ドルステニア・ラブラニー[4] Dorstenia lavrani T.A.McCoy & M.Massara - ソマリアのみに分布[6]。
  - Dorstenia urceolata Schott（シノニム: D. nervosa Desv.）- ブラジルのリオデジャネイロからパラナ州にかけて分布[6]。
  - ドルステニア・ザンジバリカ[4] Dorstenia zanzibarica Oliv. - 熱帯アフリカ東部に分布[6]。

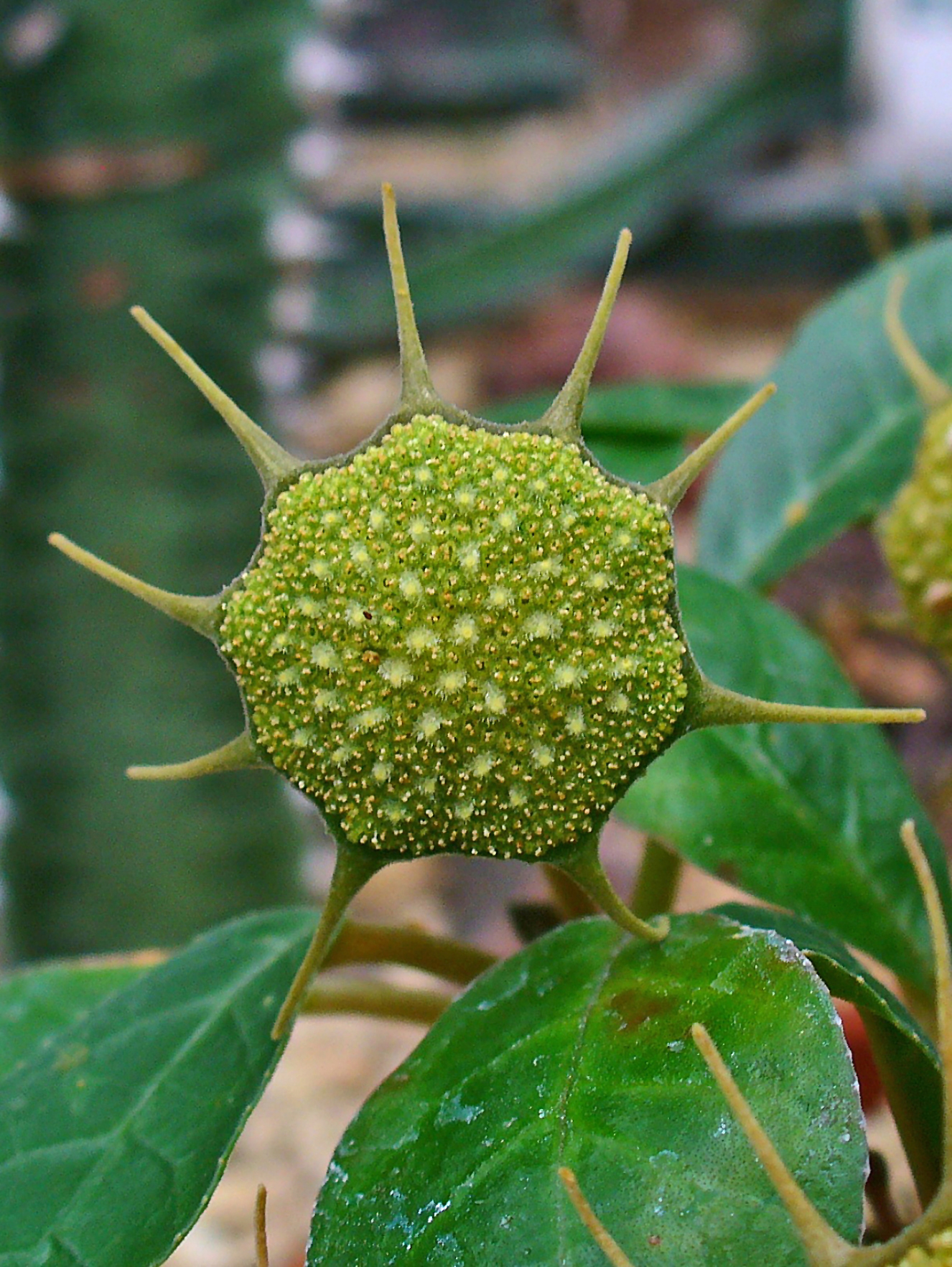
D. foetida の花序
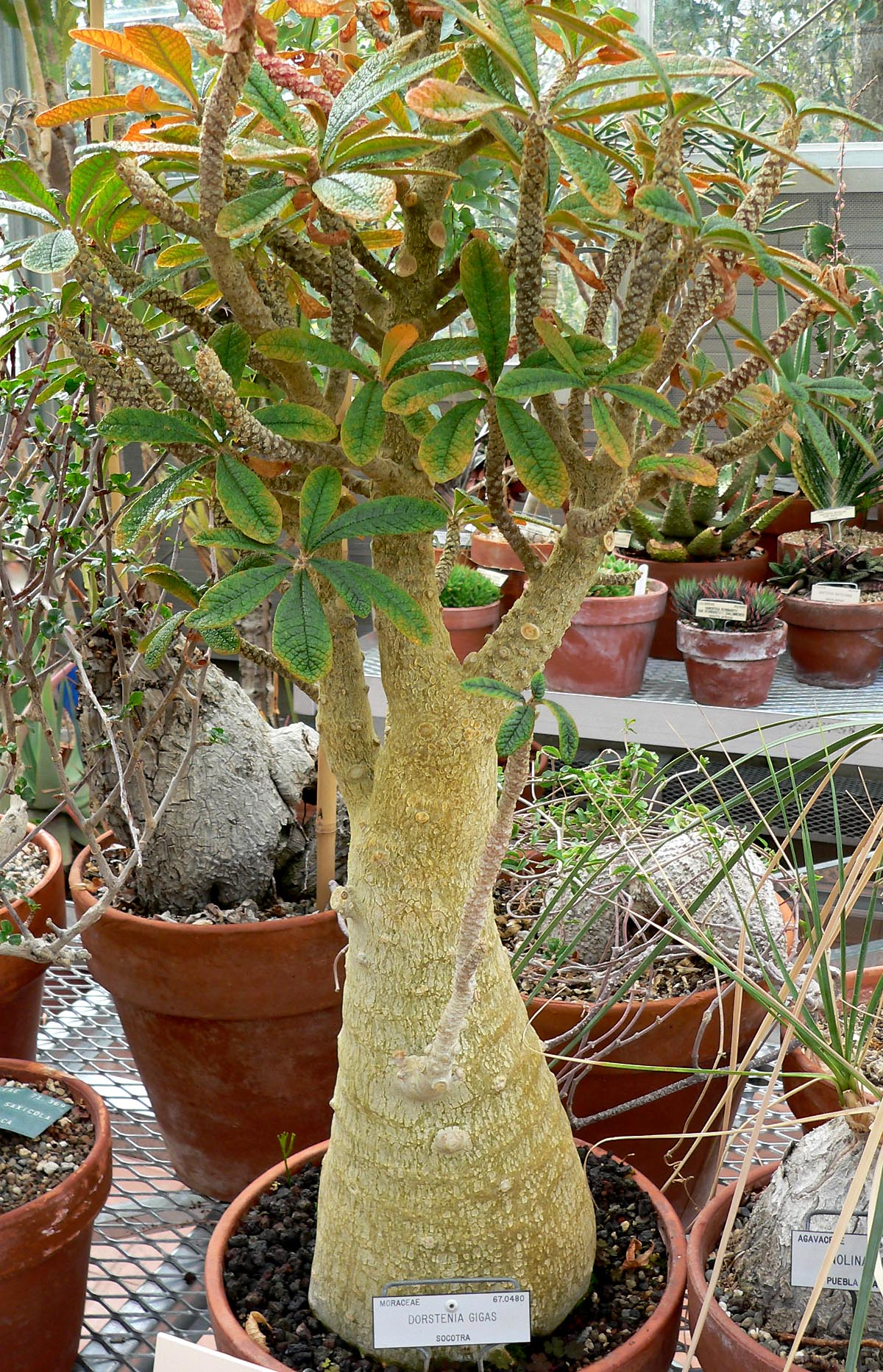
観賞用に栽培されるD. gigas

- Helianthostylis - 2種

- Hijmania M.D.M.Vianna

2016年に Marcelo Dias Machado Vianna Filho が従来ドルステニア属であったアフリカ産の4種を新属としたもの（正確には2013年の段階で Maria という属名としたものの、それが既存の化石種と被っていて非合法名であることが判明したために分類名が再検討されたもの）。
- - Hijmania alta (Engl.) M.D.M.Vianna（シノニム: Dorstenia alta Engl.）- コンゴ民主共和国東部・ケニア南東部からタンザニア東部にかけて分布する2メートル以下の低木[6]。
  - Hijmania angusticornis (Engl.) M.D.M.Vianna（シノニム: Dorstenia angusticornis Engl.）- カメルーン固有種[6]。
  - Hijmania scaphigera (Bureau) M.D.M.Vianna（シノニム: Dorstenia scaphigera Bureau）- 中央アフリカ共和国からコンゴ民主共和国にかけて分布。
  - Hijmania turbinata (Engl.) M.D.M.Vianna（シノニム: Dorstenia turbinata Engl.）- 熱帯アフリカ西部および西中央部に分布[6]。
- Scyphosyce - 2種

- Trilepisium - 1種

- Trymatococcus - 3種

- Utsetela - 1種

#### イチジク連 tribe Ficeae
イチジク属一属だけからなる単型の連である。
- イチジク属(Ficus)

イチジク、インドゴムノキ、ガジュマル、イヌビワ、イタビカズラなど750種

#### tribe Castilleae
和名未定の連
- Antiaris Lesch.

和名未定の属。南インド・スリランカ・中国南部からマレー群島区系西部および中央部にかけて分布するウパスノキ Antiaris toxicaria (J.F.Gmel.) Lesch. 1種だけが知られる単型の属である。雌雄同株で樹高は25m-40mになるという。樹液は強心配糖体を含み矢毒に使われるほか、木材は合板、樹皮に含まれるタンニンは染料、繊維は衣服、果実は無毒で食用と幅広く使われる樹種である。このため各地で親しまれており多彩な現地名を持つ。

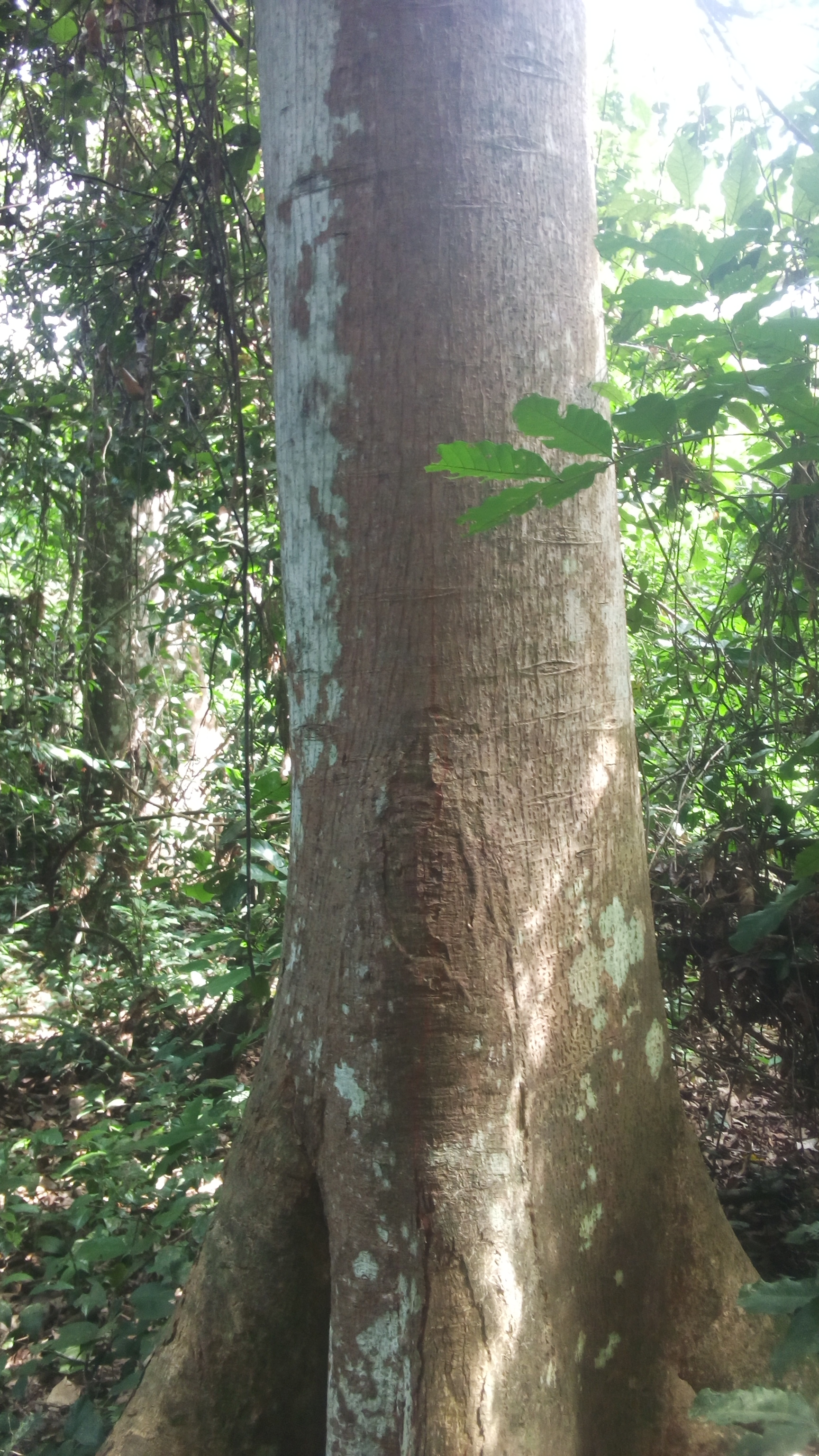
ウパスノキの樹皮
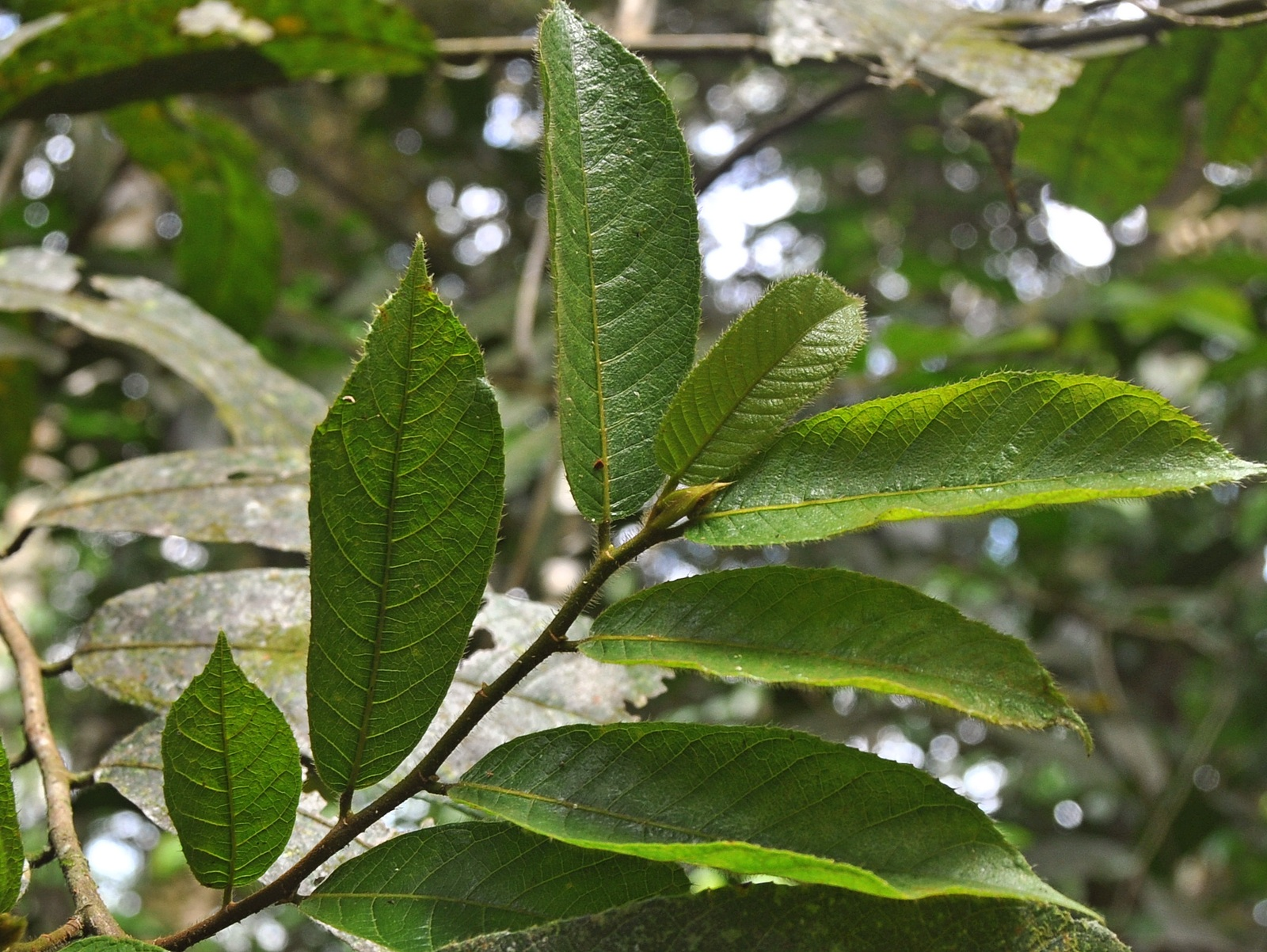
ウパスノキの葉
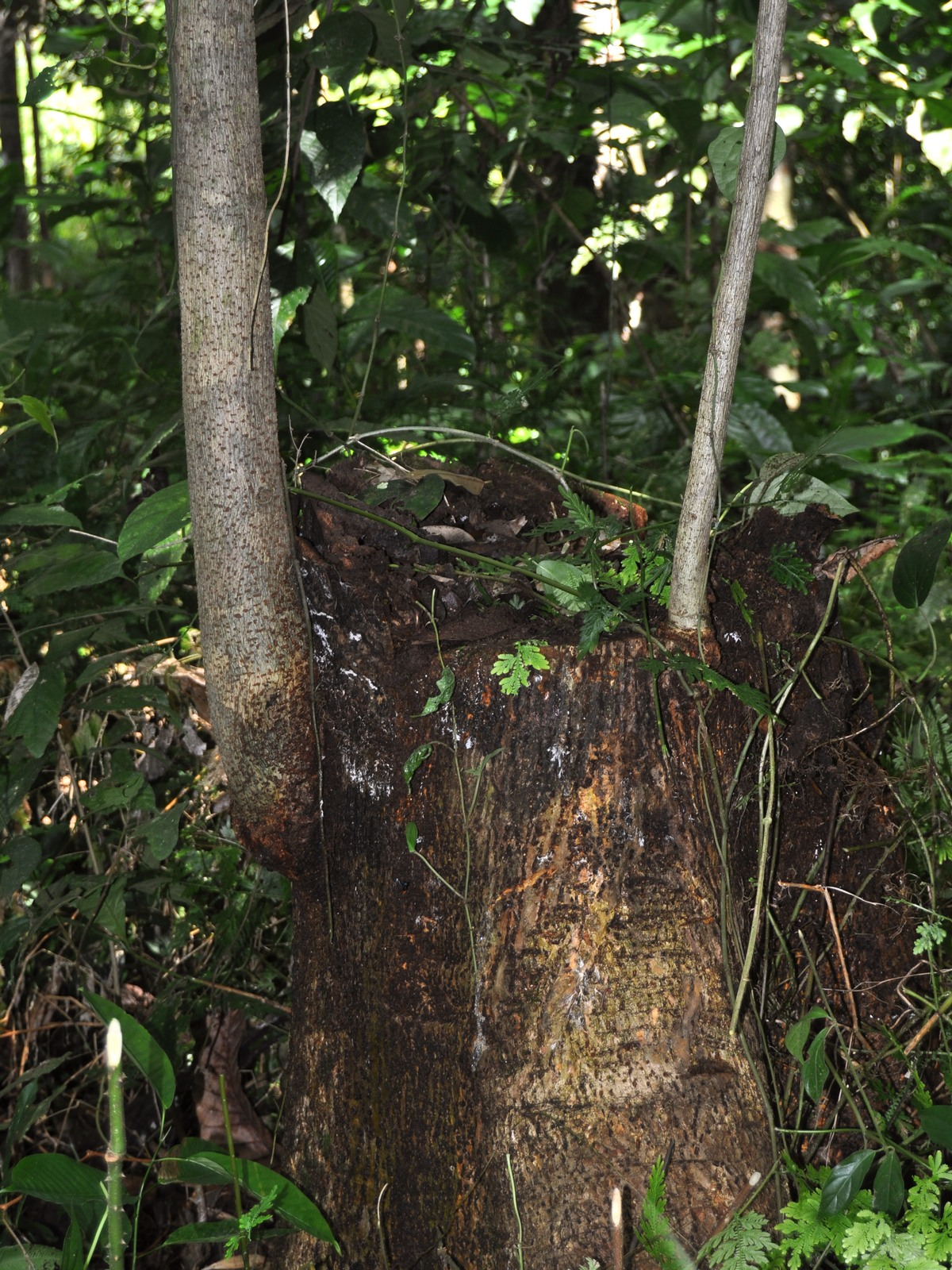
萌芽更新で生じたウパスノキの若い幹

- Antiaropsis - 1種
- Castilla - 3種
- Helicostylis Trécul

コスタリカから熱帯アメリカ南部にかけて分布する8種からなる属。
- - ムイラティンガ（ブラジルポルトガル語: muiratinga）[1] Helicostylis tomentosa (Poepp. & Endl.) J.F.Macbr. - パナマから熱帯アフリカ南部にかけて分布する木本[6]。
  - Helicostylis pedunculata Benoist
- Maquira - 5種
- Mesogyne - 1種
- Naucleopsis - 20種
- Perebia - 9種
- Poulsenia - 1種
- Pseudolmedia（Olmediopsisを含む） - 9種
- Sparattosyce - 1種

### 系統
次のような系統樹が得られている。

|  | パンノキ連 |
|  |            |
|  | クワ連     |
|  |            |

|  | Dorstenieae                                               |
|  |                                                           |
|  | \| \| イチジク連 \| \| \| \| \| \| Castilleae \| \| \| \| |
|  |                                                           |
|  | イチジク連                                                |
|  |                                                           |
|  | Castilleae                                                |
|  |                                                           |

|  | イチジク連 |
|  |            |
|  | Castilleae |
|  |            |

|  | Dorstenieae                                               |
|  |                                                           |
|  | \| \| イチジク連 \| \| \| \| \| \| Castilleae \| \| \| \| |
|  |                                                           |
|  | イチジク連                                                |
|  |                                                           |
|  | Castilleae                                                |
|  |                                                           |

|  | イチジク連 |
|  |            |
|  | Castilleae |
|  |            |

|  | パンノキ連 |
|  |            |
|  | クワ連     |
|  |            |

|  | Dorstenieae                                               |
|  |                                                           |
|  | \| \| イチジク連 \| \| \| \| \| \| Castilleae \| \| \| \| |
|  |                                                           |
|  | イチジク連                                                |
|  |                                                           |
|  | Castilleae                                                |
|  |                                                           |

|  | イチジク連 |
|  |            |
|  | Castilleae |
|  |            |

|  | Dorstenieae                                               |
|  |                                                           |
|  | \| \| イチジク連 \| \| \| \| \| \| Castilleae \| \| \| \| |
|  |                                                           |
|  | イチジク連                                                |
|  |                                                           |
|  | Castilleae                                                |
|  |                                                           |

|  | イチジク連 |
|  |            |
|  | Castilleae |
|  |            |